# Jean Delville
Jean Delville (19 de janeiro de 1867 – 19 de janeiro de 1953) foi um pintor simbolista, autor, poeta, polemista, professor e teosofista belga. Delville foi o principal expoente do movimento idealista belga na arte durante a década de 1890. Ele manteve, ao longo de sua vida, a crença de que a arte deveria ser a expressão de uma verdade espiritual superior e que deveria ser baseada no princípio do Ideal, ou Beleza espiritual. Ele executou um grande número de pinturas durante sua carreira ativa de 1887 até o final da Segunda Guerra Mundial (muitas agora perdidas ou destruídas) expressando sua estética idealista. Delville foi treinado na Académie des Beaux-arts em Bruxelas e provou ser um aluno altamente precoce, ganhando a maioria dos prêmios do prestigioso concurso da Academia enquanto ainda era um jovem estudante. Mais tarde, ganhou o Prêmio de Roma belga que lhe permitiu viajar a Roma e Florença e estudar em primeira mão as obras dos artistas do Renascimento. Durante sua estada na Itália, ele criou sua célebre obra-prima L'Ecole de Platon (1898), que se destaca como uma epítome visual de sua estética idealista que ele promoveu durante a década de 1890 em seus escritos, poesia e sociedades de exposições, notadamente os Salons d'Art Idéaliste.
Caracteristicamente, as pinturas de Delville são baseadas em ideias, expressando ideais filosóficos derivados de tradições esotéricas contemporâneas. No início de sua carreira, sua perspectiva esotérica foi influenciada principalmente pela obra de Eliphas Levi, Edouard Schuré, Joséphin Péladan e Saint-Yves d'Alveydre, e mais tarde pelos escritos da Teosofia de Helena Blavatsky e Annie Besant. O principal tema subjacente de suas pinturas, especialmente durante o início de sua carreira, tem a ver com a iniciação e a transfiguração da vida interior da alma em direção a um propósito espiritual superior. Especificamente, eles lidam com temas que simbolizam o Ideal do amor, morte e transfiguração, bem como representações de Iniciados ('portadores de luz'), e a relação entre as dimensões material e metafísica. Suas pinturas e desenhos acabados são a expressão de uma imaginação visionária altamente sensível, articulada através de formas precisamente observadas retiradas da natureza. Ele também tinha um dom brilhante para cor e composição e se destacou na representação da anatomia humana. Muitas de suas pinturas principais, como Les Trésors de Sathan (1895), l'Homme-Dieu (1903) e Les Ames errantes (1942), representam dezenas de figuras entrelaçadas em arranjos complexos e pintadas com precisão anatômica altamente detalhada. Ele foi um desenhista e pintor surpreendentemente habilidoso, capaz de produzir obras altamente expressivas em grande escala, muitas das quais podem ser vistas em edifícios públicos em Bruxelas, incluindo o Palais de Justice.
O estilo artístico de Delville é fortemente influenciado pela tradição clássica. Ele foi um defensor ao longo da vida do valor do treinamento clássico ensinado nas Academias. Para ele, a disciplina adquirida com esta formação não era um fim em si mesma, mas sim um valioso meio de adquirir uma sólida técnica de desenho e pintura que permitisse aos artistas desenvolver livremente o seu estilo artístico pessoal, sem inibir a sua personalidade criativa individual. Delville foi um respeitado professor de arte acadêmica. Trabalhou na Escola de Arte de Glasgow de 1900 a 1906 e como professor de desenho na Académie des Beaux-arts em Bruxelas a partir de então até 1937.
Ele também foi um autor prolífico e talentoso. Publicou um grande número de artigos em jornais durante sua vida, bem como quatro volumes de poesia, incluindo seu Le Frisson du Sphinx (1897) e Les Splendeurs Méconnues (1922). Foi autor de mais de uma dúzia de livros e panfletos relacionados à arte e assuntos esotéricos. Os mais importantes de seus livros publicados incluem suas obras esotéricas, Dialogue entre Nous (1895) e Le Christ Reviendra (1913), bem como sua obra seminal sobre a arte idealista, La Mission de l'Art (1900). Ele também criou e editou vários periódicos e jornais contemporâneos durante a década de 1890, promovendo sua estética idealista, incluindo L'Art Idéaliste e La Lumière.
Delville foi um empreendedor artístico enérgico, criando várias sociedades de exposições artísticas influentes, incluindo a Pour l'Art e os Salons de l'Art Idéaliste na década de 1890 e, mais tarde, a Société de l'Art Monumental na década de 1920, que foi responsável pela decoração de edifícios públicos, incluindo os mosaicos do hemiciclo do Cinquantenaire em Bruxelas. Ele também fundou a muito bem-sucedida Coopérative artistique, que fornecia materiais de arte a preços acessíveis para os artistas da época.

## Primeiros anos e treinamento
Delville nasceu em 19 de janeiro de 1867 às 2h da manhã, na rue des Dominicains em Louvain. Ele nasceu ilegítimo em uma família da classe trabalhadora. Sua mãe era Barbe Libert (1833–1905), filha de um trabalhador do canal que ganhava a vida como 'journalière' quando adulto. Delville nunca conheceu seu pai, Joachim Thibault, que era professor de latim e grego em uma faculdade local e vinha de uma família da burguesia. Ele levou o nome de sua mãe até que ela se casou com um funcionário que trabalhava em Louvain, Victor Delville (1840–1918). Victor adotou Jean que, até então, era conhecido como Jean Libert. A família mudou-se para Bruxelas em 1870 e estabeleceu-se no Boulevard Waterloo, perto de Porta de Halle. A família Delville mudou-se mais tarde para St Gilles, onde Delville começou seus estudos na Ecole Communale na rue du Fort.
Delville logo se interessou pelo desenho, embora suas ambições iniciais de carreira fossem se tornar um doutor. Ele foi apresentado ao artista Stiévenart por seu avô adotivo, François Delville, ainda criança. Delville lembra que este foi "o primeiro artista que vi e, para mim, quando criança, ainda sem saber da minha vocação, foi uma experiência encantadora".

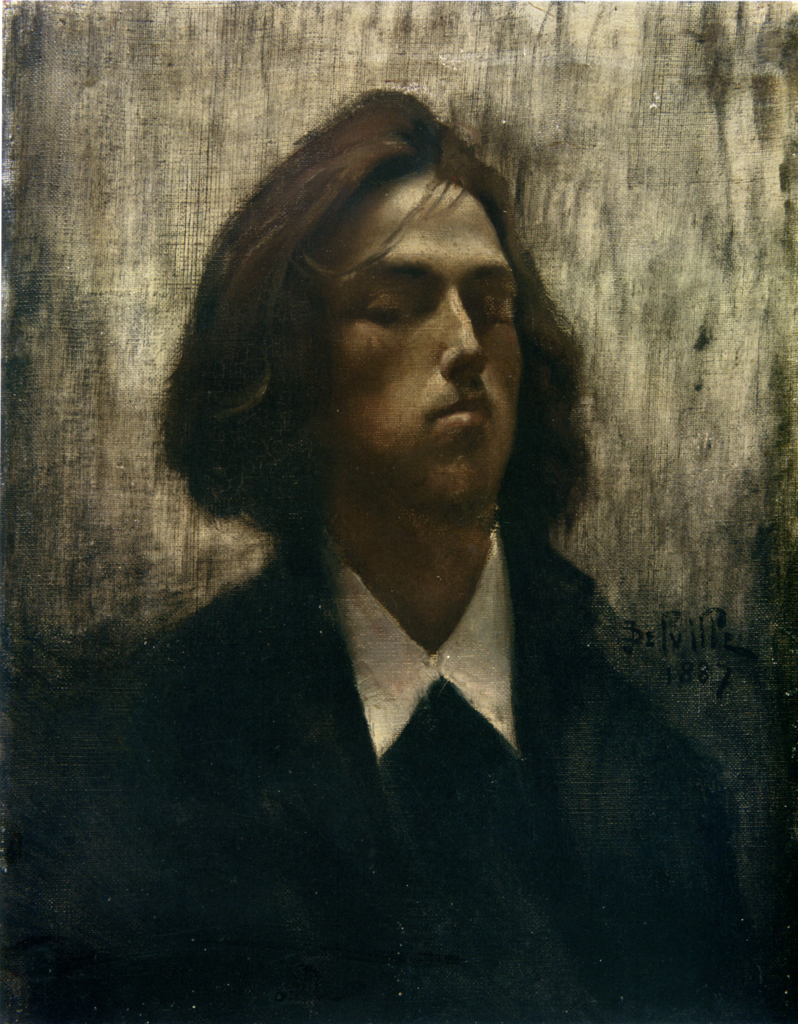
Autorretrato de 1887

Aos doze anos, Delville entrou no famoso Athénée Royale em Bruxelas. Seu interesse pela arte desenvolveu-se nessa época e ele recebeu a permissão de seu pai para se matricular em aulas noturnas de desenho na Académie des Beaux-arts na rue du Midi em 1879. Ingressou no curso de desenho 'après la tête antique' (segundo a cabeça clássica) e em 1882 nas aulas de desenho 'après le torse et figure' (segundo o torso e face). Logo depois, ele desistiu de seus estudos no Ateneu para estudar em tempo integral na Academia. Em 1883, matriculou-se no 'cours de peinture d'après nature' (curso de pintura segundo a natureza) sob a direção do célebre professor Jean-François Portaels (1818-1895). Portaels se opôs à juventude de Delville, mas ele se destacou no exame de admissão e foi incondicionalmente admitido para estudar pintura com Portaels e Joseph Stallaert. Delville foi um talento precoce e aos 17 anos ganhou muitos dos principais prêmios da Academia, incluindo 'desenho segundo a natureza', 'pintura segundo a natureza', 'composição histórica' (com alta distinção), 'desenho segundo o antigo' e 'pintura de figuras'.

## Carreira artística 1887-1900

### L'Essor, 1887-1891

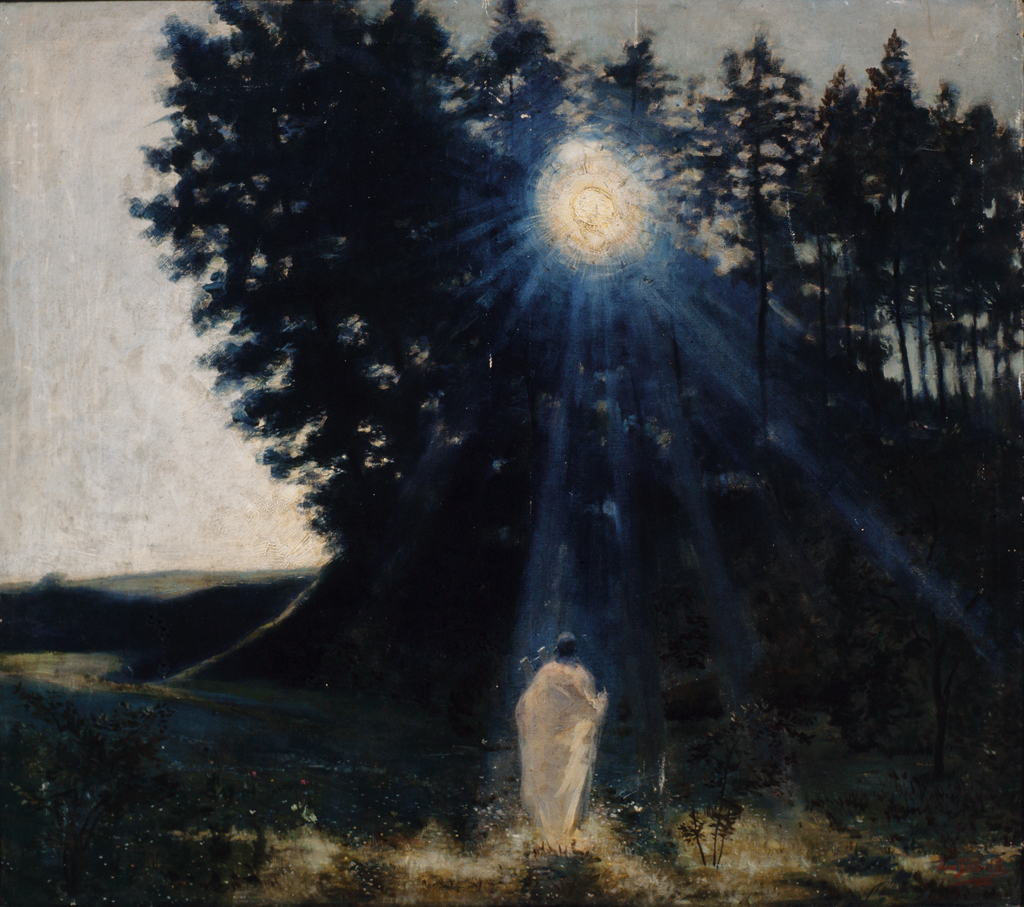
Paisagem ao Luar (1887-1890)

Delville expôs pela primeira vez em um contexto público na moderada sociedade de exposições chamada l'Essor, de 1887 a 1891. Suas primeiras obras foram em grande parte representações da vida da classe trabalhadora e camponesa executadas em um estilo realista contemporâneo influenciado por Constantin Meunier. Os primeiros esforços de Delville exibidos em 1887 foram em grande parte favoravelmente avaliados na imprensa contemporânea, notavelmente L'Art Moderne e o Journal de Bruxelles, mesmo que fossem vistos como ecléticos e derivados das obras de artistas consagrados mais antigos. Estas incluíram obras inspiradas na poesia de Baudelaire, incluindo seu Frontispício e L'épave (agora perdido) e sua obra principal, La Terre, da qual ainda sobrevive um desenho detalhado.
No ano seguinte, suas obras foram apontadas entre as mais destacadas dos expositores de 1888 no L'Essor. Este foi o ano em que expôs seu estudo altamente polêmico para a pintura La Mère, retratando uma mulher em trabalho de parto. Uma revisão contemporânea descreveu o seguinte: "Em uma cama enorme com lençóis roxos ... uma mulher desgrenhada em pé exibe sua nudez enquanto se contorce em movimentos espasmódicos, curvando-se sob as dores do parto. Seu rosto está contorcido, seus dentes rangentes alternam com a maldição, suas mãos cerradas levantam a colcha sobre sua barriga em um reflexo inconsciente de modéstia ... visão abominável ...! e pobres mulheres!" Este assunto, raramente retratado na arte, era visto como chocante e contrário ao gosto burguês. No entanto, sinaliza um aspecto da arte de Delville para retratar ideias que são vívidas e provocantes.

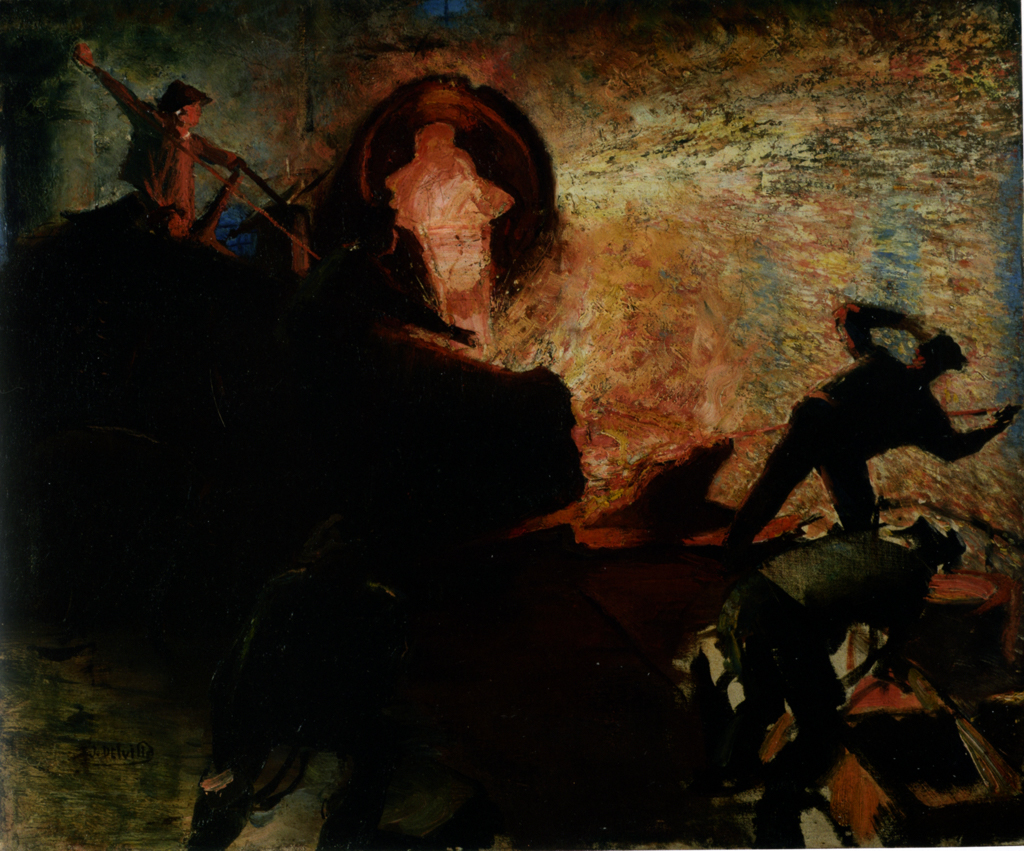
A Fundição de Aço (1886)

Durante a década de 1880, o trabalho de Delville tendeu ao realismo social. Isso incluía imagens de operários e camponeses (Soir e Paysan, 1888); de mendigos e destituição (Asile de nuit, 1885); da fome (L'Affamé,1887) e, em última análise, da morte (Le Dernier Sommeil, 1888). Aqui ele se concentrou em temas de pobreza, desespero e desesperança. Num desenho não datado intitulado Le las D'Haller, Delville retrata uma figura caída enrolada em seu lado, em uma paisagem estéril, adormecida, ou talvez mesmo morta. No entanto, durante o período de 1888-9 seus interesses artísticos começaram a se desenvolver em uma direção mais não realista e começaram a se mover para o idealismo que dominou seu trabalho a partir de então. Isto foi indicado pela primeira vez em seu Fragment d'une composition: Le cycle de la passion (agora perdido) exibido em L'Essor em 1889. O trabalho final Le Cycle passionnel (9×6 metros) foi exibido em L'Essor no ano seguinte (1890) e foi inspirado pela obra de Dante Divina Comédia. Ele retrata uma vasta composição de figuras entrelaçadas flutuando através das regiões inferiores do inferno. O tema diz respeito aos amantes que sucumbiram à incontinência de suas paixões eróticas. Um dos principais temas da iniciação é controlar as paixões inferiores para alcançar a transcendência espiritual. Esta pintura dessa obra representa tal ideia em forma metafórica. Este é um dos primeiros grandes trabalhos de Delville, infelizmente destruído no ataque incendiário a Lovaina em 1914. Apesar de sua importância, não foi recebido com muito entusiasmo na imprensa contemporânea.

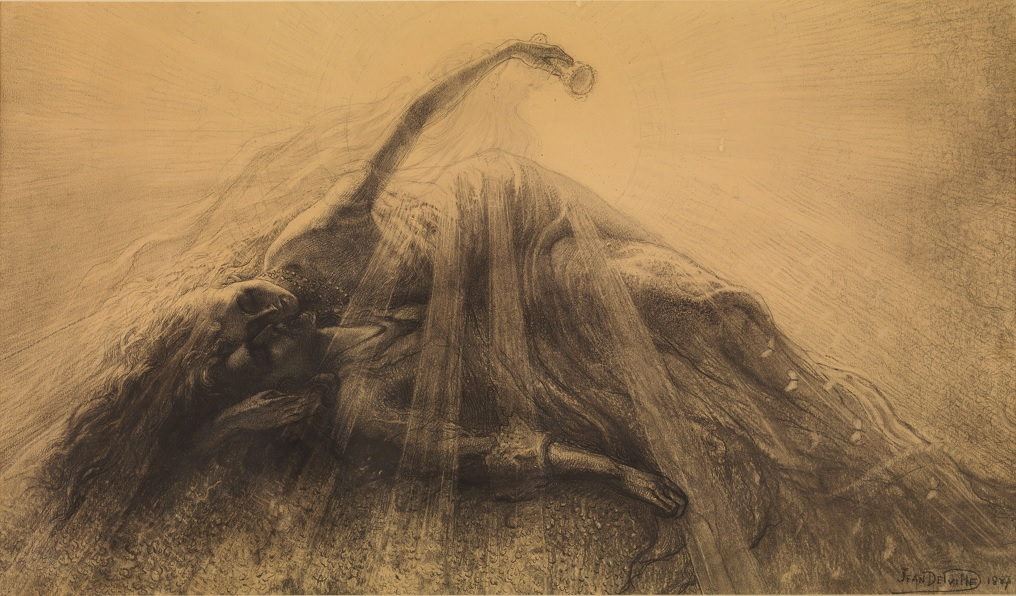
Tristão e Isolda (1887)

Outro trabalho que mostra o crescente interesse de Delville por ideias não realistas durante a década de 1880 é o seu mais conhecido Tristan et Yseult (Museus Reais de Belas-Artes, Bruxelas, 1887). A obra é inspirada na ópera homônima de Wagner e trata da relação entre o amor e a morte e a ideia de transcendência que pode ser alcançada por meio de ambos. É um trabalho inicial que revela temas intimamente relacionados com a tradição iniciática, amplamente discutida no livro de Brendan Cole sobre Delville.

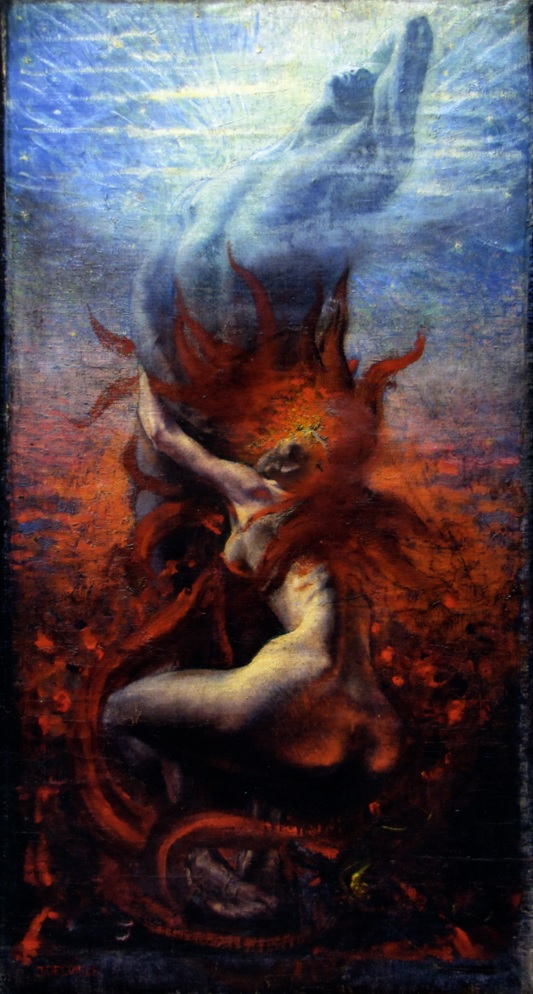
Estudo para "A Simbolização da Carne e do Espírito" (1890)

Outro trabalho importante que lida com o tema não realista, ou idealista, foi exibido por Delville na exposição final da L'Essor em 1891, intitulado La Symbolisation de la chair et de l'ésprit (o original foi perdido, mas um estudo detalhado recentemente foi colocado em leilão). Ele retrata uma figura feminina nua arrastando um homem nu para a água. Luz brilhante aparece acima da figura masculina, enquanto vegetação subaquática escura circunda a base da figura feminina. O tema iniciático aqui é evidente em sua descrição do conflito entre o espírito (luz) e a matéria (vegetação escura). O masculino aspira à luz, mas é arrastado para o fundo da massa escura de água. O trabalho estabelece uma dualidade essencial entre consciência/inconsciência, claro/escuro, bem como espiritualidade e materialismo. Nos escritos de Delville, ele enfatiza essa dualidade e sua reconciliação; uma matéria que permeia grande parte da arte e dos escritos simbolistas e também é notável entre os artistas românticos, especialmente os escritos de Goethe. O tema domina a arte de Delville. Ele escreveu que:
"Os homens têm duas tendências muito distintas neles. Uma dessas duas tendências é a física, que deve, naturalmente, prover à sua preservação por meios físicos, tendo a tarefa de sustentar a vida tangível, sustentar o corpo. A outra tendência, que não é apenas imaterial, mas indefinível, é aquela que surge como uma aspiração perpétua para além do material, para a qual este mundo não é suficiente: é este 'algo mais' que supera todas as distâncias ou é, antes, incognoscível. Este é o próprio limiar do mundo oculto, diante do qual toda a ciência, apreendida com instabilidade, se prostrou na insuperável premonição de um mundo além!"

### Pour L'Art 1892–1895

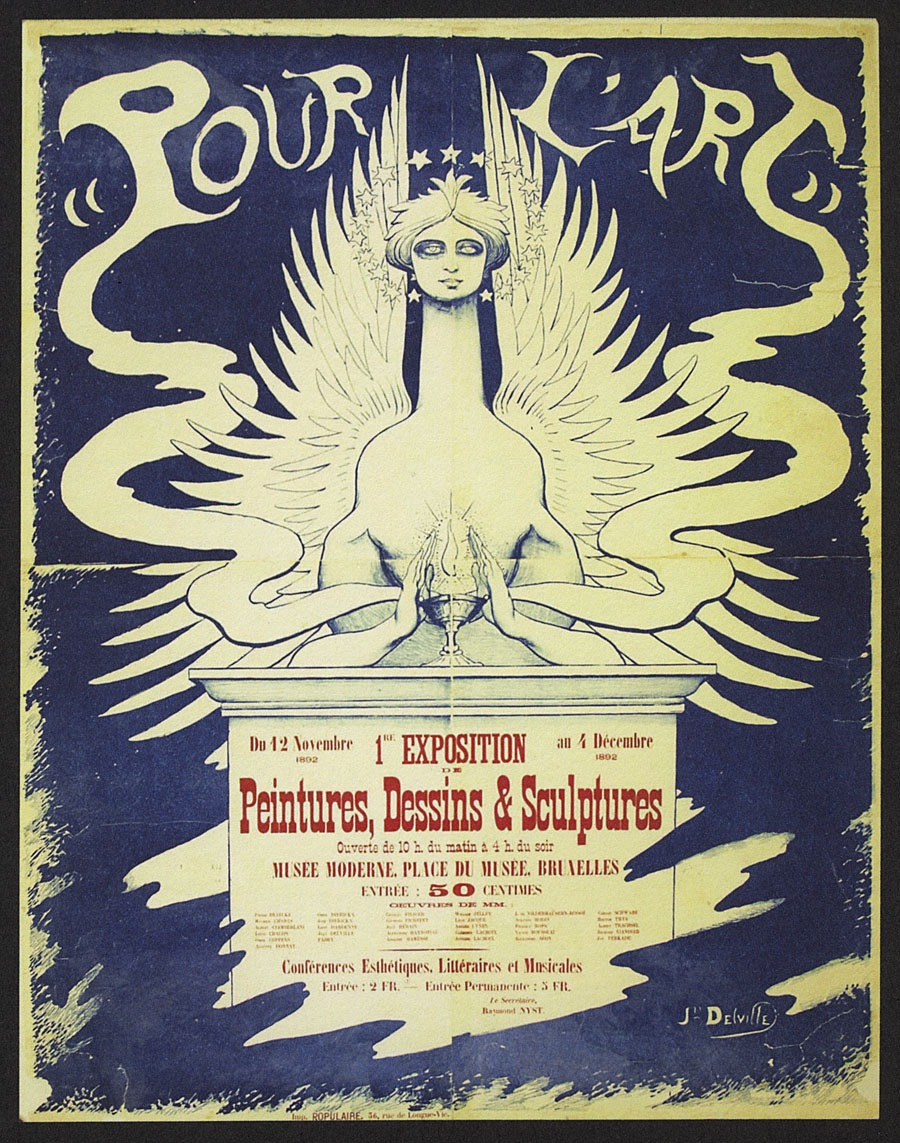
Panfleto de divulgação de exposição da Pour L'Art, com ilustração por Delville (1892)

O crescente interesse de Delville pela arte idealista o levou a instigar uma sucessão da L'Essor para iniciar uma nova sociedade de exposições chamada Pour L'Art. Muitos dos jovens artistas da L'Essor o seguiram, o que levou à dissolução daquele grupo. A Pour L'Art tornou-se uma das mais conhecidas sociedades de exposições de vanguarda em Bruxelas na época. O principal fórum de exposições de vanguarda da época era Les XX. Seguindo os Les XX, Pour L'Art também convidou artistas internacionais, vários dos quais se tornaram conhecidos nos círculos simbolistas, incluindo Carlos Schwabe, Alexandre Séon, Charles Filiger e Jan Verkade. Sua primeira exibição ocorreu em novembro de 1892 e as obras expostas foram executadas em um idioma impressionista ou simbolista. Delville desenhou o pôster para a primeira exposição retratando uma esfinge de pescoço longo – um símbolo chave do período – segurando um cálice em chamas em suas mãos. A principal obra de Delville naquele ano foi seu L'Idole de la Perversité, que pode ser considerada uma das principais imagens do período. O novo grupo recebeu uma impressão amplamente positiva durante o período. O grupo estava intimamente associado aos Salons de la Rose+Croix de Joséphin Péladan, em Paris, e Péladan era frequentemente convidado a dar palestras em Bruxelas na época por membros do grupo Pour L'Art.
A segunda exposição do grupo Pour L'Art aconteceu em janeiro de 1894. Significativamente, a sociedade também incluiu as artes aplicadas, ou decorativas, que se tornaram amplamente populares na época e uma característica particular da Art Nouveau. Tapeçarias, encadernações e trabalhos em ferro forjado foram exibidos ao lado das pinturas. A influência de Delville e Péladan era evidente na predominância de obras de arte idealistas influenciadas pela arte florentina do final do século XV, a obra de Gustav Moreau, Puvis de Chavannes e a tendência para composições de figuras em grande escala. A mostra foi recebida com entusiasmo pela imprensa.

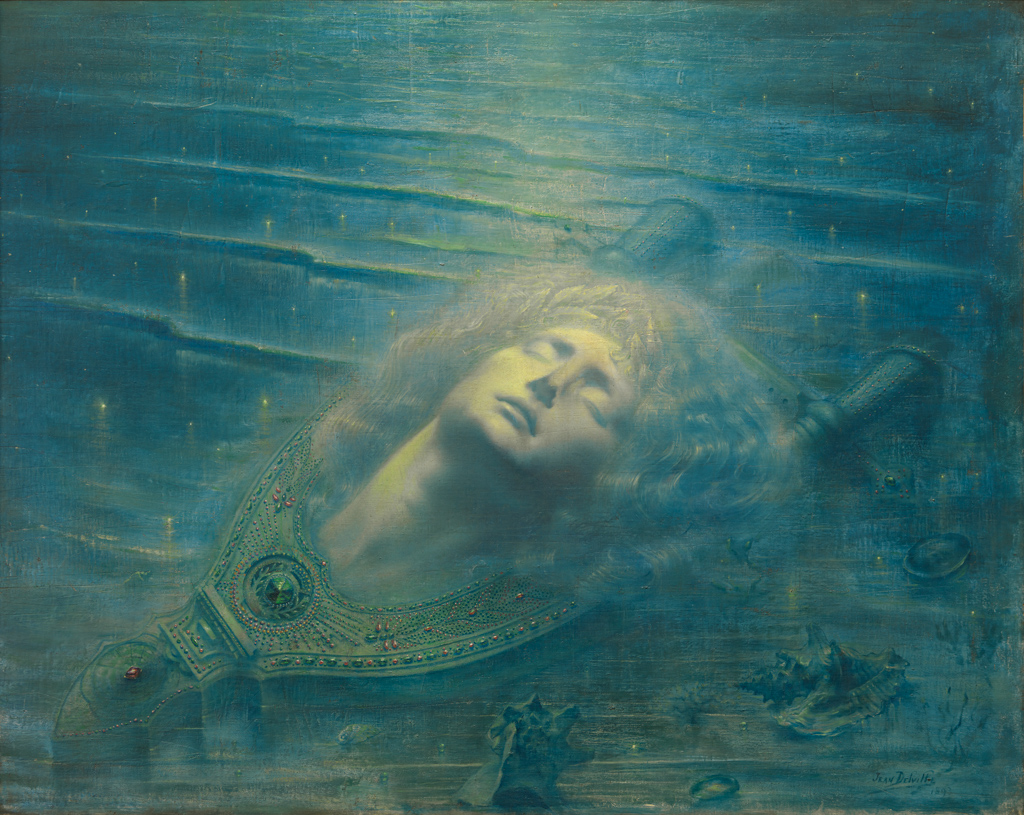
A Morte de Orfeu (1893)

As principais obras de Delville expostas naquele ano foram sua célebre La Mort d'Orphée (1893, Museus Reais de Belas-Artes, Bruxelas) e a notável Mysteriosa ou Portrait de Madame Stuart Merrill (1892, Museus Reais de Belas-Artes). Seu trabalho foi elogiado com entusiasmo pela imprensa. O principal crítico Ernest Verlant escreveu:

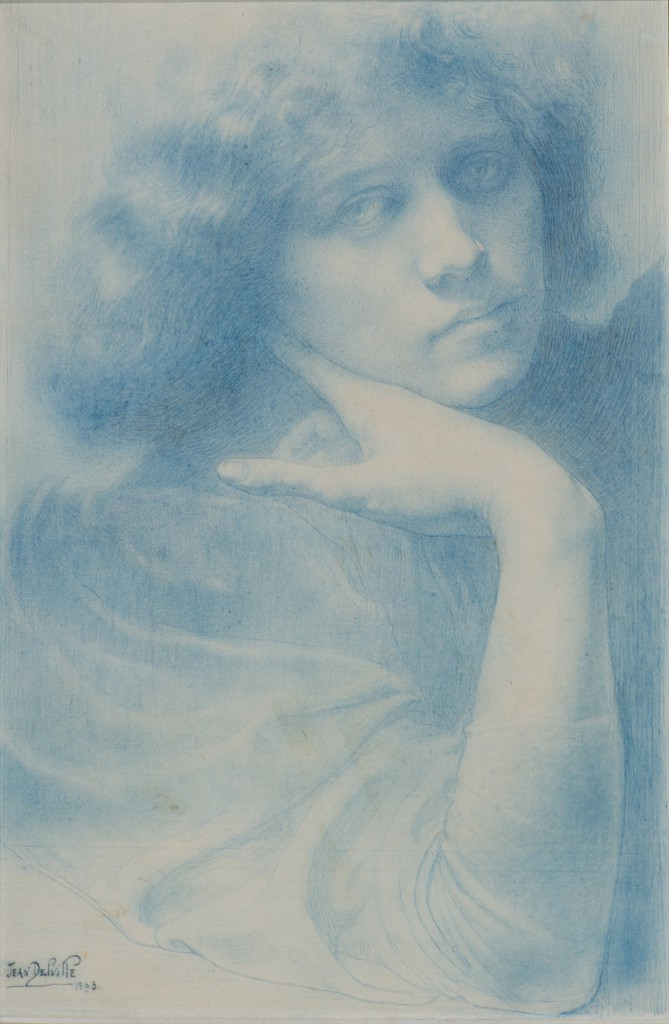
Retrato de Marie Lessine (1893), que serviu de modelo a muitas pinturas de Delville e com quem ele se casaria

"Um dos principais integrantes do grupo Pour L'Art, por seu talento e surpreendente fecundidade, é Jean Delville, também escritor e poeta; com uma imaginação poderosa que é funérea e tormentória. Esses epítetos são igualmente adequados para sua grande pintura La Proie, uma visão carmesim do assassinato apocalíptico, similar à sua vasta composição do ano passado, Vers l'inconnu, e de várias antes dela. … Aqui e ali, por exemplo, em L'homme du glaive, o Murmure profane e Mysteriosa, ele leva a intensidade da expressão ao seu extremo. Em outro lugar, como em Satana, ele reúne, um tanto bizarramente, atributos esotéricos em uma figura derivada de Da Vinci. Mas só podemos expressar elogios diante de Orfeu, uma cabeça morta flutuando entre as hastes de uma grande lira; à frente de Elegia, um corpo feminino longo e flexível aparecendo sob as águas jorrantes e cascateantes de uma fonte; à frente de Au Loin e Maternitas, duas figuras apoiadas pensativamente nos cotovelos, das quais a primeira das duas tem grande nobreza. Essas obras são monocromáticas, ou quase isso. Sua expressão é precisa, fina, sutil, refinada, não muito explícita e ainda mais eloquente."
A última mostra Pour L'Art ocorreu em janeiro de 1895. Delville também participou pela última vez dos Salons de la Rose+Croix de Péladan. Foi neste ano que começou a preparar a formação da sua própria Sociedade expositiva exclusivamente idealista, os Salons d'Art Idéaliste, que estreou no ano seguinte. Nessa época, os Salões Pour L'Art eram bem estabelecidos, bem-sucedidos e entusiasticamente apoiados pela imprensa contemporânea. L'Ange des splendeurs de Delville (1894, Museus Reais de Belas-Artes, Bruxelas) foi a principal obra de Delville nessa mostra. Embora não seja amplamente elogiada, ela se destaca, de acordo com Brendan Cole, como uma de suas pinturas iniciáticas par excellence da oeuvre.

### Salons de la Rose+Croixde Delville e Péladan 1892-1895

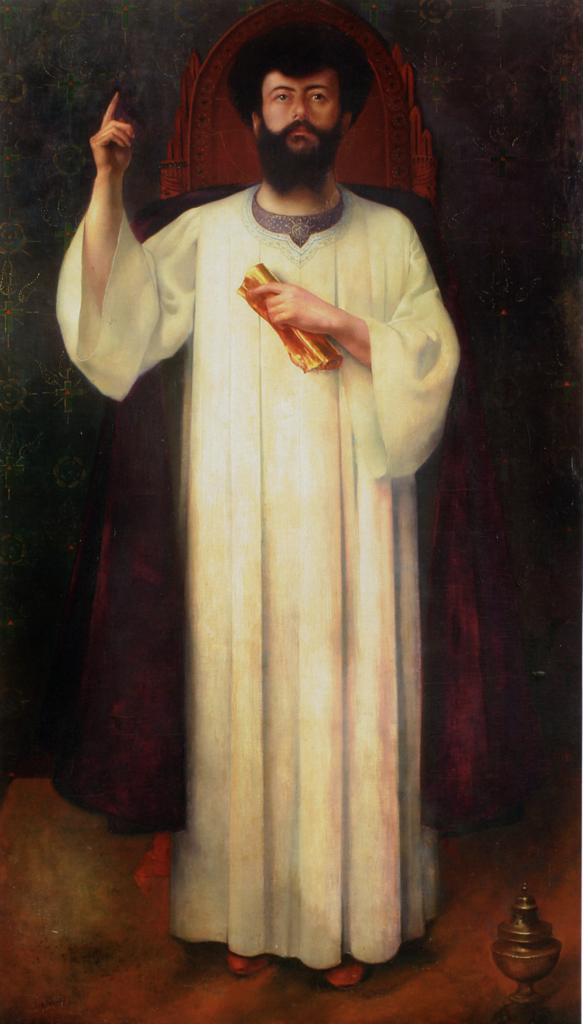
Retrato do grande mestre da Rose-Croix, Joséphin Péladan em hábito coral (1894)

Delville expôs nos Salões Rosacrucianos de Joséphin Péladan durante os primeiros quatro anos de sua existência (1892–5), que coincidiu com seus próprios Salões Pour l'Art. Nessa época, Delville estava intimamente ligado a Péladan e seus ideais. Ele provavelmente conheceu Péladan em Paris quando acompanhou uma das exposições itinerantes da L'Essor, por volta de 1888.
Delville compartilhou do conceito de Péladan de criar um fórum que apresentasse arte de uma persuasão exclusivamente idealista. Ele buscou trazer a arte idealista aos olhos do público na Bélgica através dos salões Pour l'Art, mas mais especificamente nos Salons d'Art Idéalist, que fundou em 1895 e abriu ao público em 1896. Em 1896, Delville começou a romper os laços formais com Péladan, o que abriu caminho para seu movimento em direção à Teosofia no final daquela década. Delville registra sua associação com Péladan em sua autobiografia: "... minha personalidade como pintor idealista emergia cada vez mais. Conheci Péladan e me interessei e comecei a participar do movimento esotérico em Paris e Bruxelas. Expus no Salão Rosacruz, onde apenas a arte idealista era permitida. Péladan expôs várias das minhas obras, notavelmente La Mort d'Orphée que pôs no centro da exposição, juntamente com La chair et l'esprit e alguns desenhos. Sob sua influência, fui morar em Paris, onde fiquei no Quai Bourbon entre alguns amigos rosacruzes, discípulos de Péladan. Fiquei lá vários meses ocupando meu tempo não só com a organização dos salões Péladanesque, mas também pintando o conjunto de Babylone que foi um sucesso total"
Em 1892, Delville exibiu seu La symbolisation de la chair et de l'esprit (que foi reproduzido no catálogo da primeira exposição), bem como seu l'Idole de la Perversité. Em 1893, ele exibiu oito obras, incluindo Imperia, Élegia, La symbolisation de la chair et de l'esprit, L'Annonciateur, Le Murmure profane, Mysteriosa, Vers l'Inconnu e L'Homme de Glaive. Em 1894 expôs sete obras, incluindo: La Mort d'Orphée, La Fin d'un règne, Le Geste d'Ame, Satana, Maternitas, Etude féminine e La Tranquille. Em 1895, Delville exibiu quatro obras, incluindo seu retrato de Péladan: Portrait du Grand Maître de la Rose+Croix en habit de choeur e L'Ange des splendeurs. Muitas dessas obras seriam exibidas em Bruxelas, bem como nas exposições Pour l'Art de Delville.

### Prix de Rome e permanência na Itália, 1895

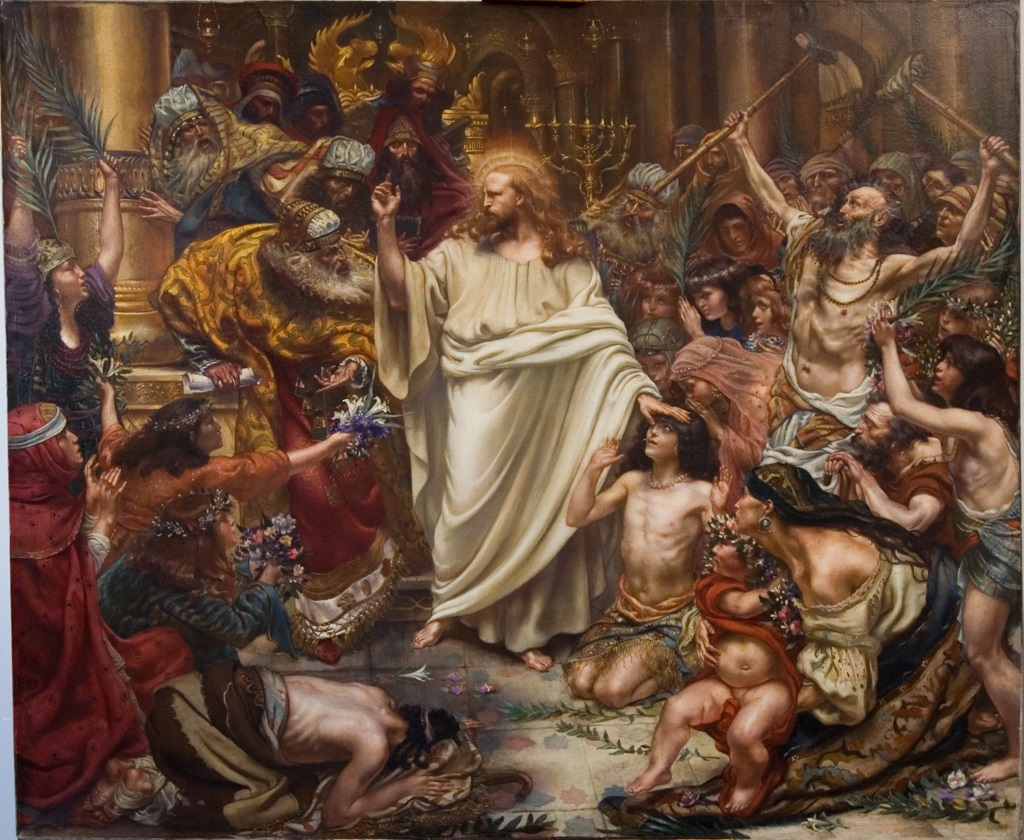
O Cristo glorificado pelas crianças (1894), obra vencedora do prêmio

Delville viveu como um artista indigente em St. Gilles, em Bruxelas, durante o início de sua carreira. Em meados da década de 1890, ele se casou e teve uma família crescente, pela qual lutou para sustentar como artista. A conselho de seu amigo íntimo, o escultor Victor Rousseau, ele foi motivado a entrar no prestigioso Prix de Rome, que vinha com uma bolsa muito generosa que também cobria os custos de uma longa estada na Itália. Delville venceu a competição de 1895, mas sua inscrição criou uma controvérsia entre seus pares, dada a natureza de 'Establishment' do Prêmio que contrariava os ideais da vanguarda da época. Delville era então uma figura bastante estabelecida nos círculos de vanguarda e sua associação com o Prix de Rome parecia ser uma traição à causa deles. O Prix de Rome, no entanto, também significava que Delville poderia passar uma quantidade significativa de tempo na Itália estudando a arte clássica da Renascença que ele tanto admirava.
As regras da competição eram rigorosas. Os concorrentes eram isolados em pequenos estúdios na Academia de Belas Artes de Antuérpia, que organizava o concurso, e se esperava que produzissem um desenho acabado de sua composição antes de começar a trabalhar na pintura final. Um limite de tempo estrito era imposto aos concorrentes para terminar o trabalho. A competição foi aberta em junho de 1895 e o vencedor foi anunciado em outubro. O tema do concurso daquele ano foi Le Christ glorifié par les enfants. Delville registrou sua experiência em sua autobiografia:

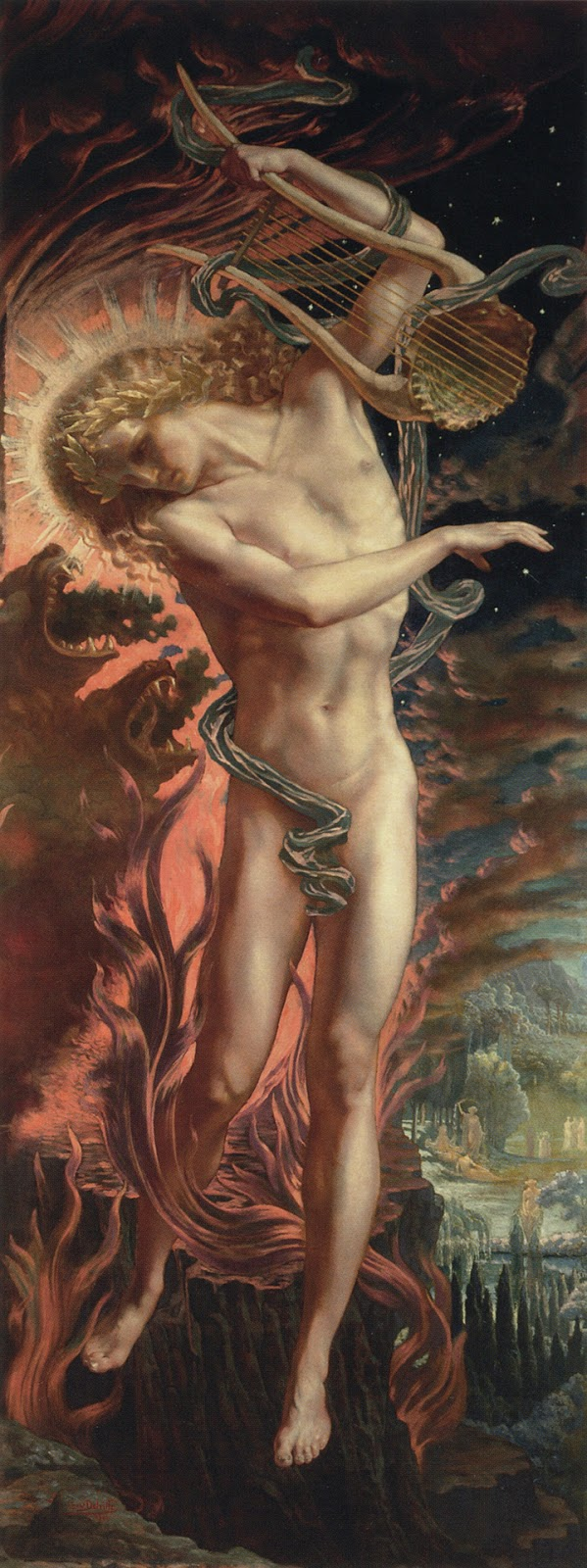
Orfeu Desce aos Infernos (1896)

"As regras eram exigentes ... Naquela época, os seis competidores selecionados para o exame final tiveram que pintar seus trabalhos em uma loja isolada, após deixar o desenho preliminar original em um corredor da Academia de Antuérpia. Era estritamente proibido trazer qualquer desenho ao pavilhão, apenas modelos vivos eram permitidos lá. Durante o trabalho de pintura, os competidores tinham que trocar de roupa cada vez que entravam em sua loja, após serem visitados por um orientador especialmente indicado. Estes requisitos processuais eram a garantia moral deste grande concurso em que participavam estes artistas do país…. Assim que foram selecionados, eles entravam em uma loja para produzir, durante três dias, o esboço da pintura necessária, e eram-lhes dados oitenta dias para concluí-lo sem receber visitantes ou conselhos de ninguém – a fim de garantir que os competidores fossem os autores únicos e pessoais da obra para que o júri, composto pelos artistas mais renomados do país, pudesse emitir um julgamento definitivo."
Durante sua estada, Delville deveria pintar obras originais refletindo seus estudos de arte clássica, bem como fazer cópias dos antigos mestres. Ele também deveria enviar relatórios regulares para a Academia de Antuérpia sobre seu trabalho lá. A experiência provou ser um ponto de viragem em sua carreira e trouxe à tona seu ideal de sintetizar a tendência clássica na arte com seu interesse pela filosofia esotérica, que foi o atributo definidor de sua forma estética idealista então em diante. Delville produziu várias pinturas notáveis durante seu tempo em Roma que refletem uma evolução dramática em sua arte em direção a uma expressão mais refinada dessa estética idealista. Isso incluiu seu notável Orphée aux enfers (1896), uma obra iniciatória chave, bem como sua grande obra-prima do período, a L'Ecole de Platon (1898), que ele exibiu no Salon d'Art Idéalist de 1898 para apreciação universal. Em 1895, Delville publicou seu primeiro livro sobre filosofia esotérica, Dialogue entre Nous.

### Os Salons d'Art Idéaliste 1896-1898

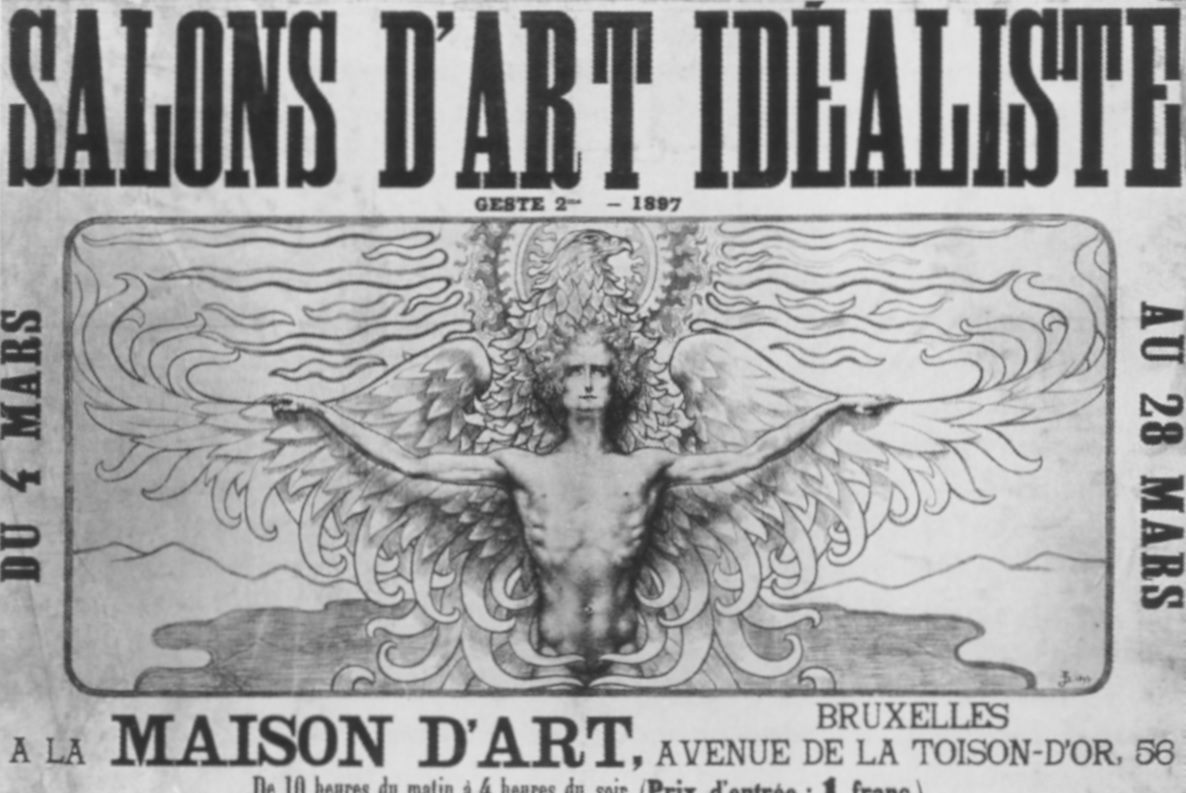
Panfleto de divulgação dos Salons D'Art Idéaliste, com ilustração de Delville (1897)

Os Salons D'Art Idéaliste de Delville eram exclusivamente dedicados à exibição de obras de arte de natureza idealista. Delville sinalizou seu programa em uma série de artigos polêmicos ao longo dos meses que antecederam a abertura do primeiro Salão, o que gerou controvérsia entre seus contemporâneos. As ideias de Delville eram ousadas e conflituosas, mas era característico dele manter a coragem de suas convicções e realizar seus projetos com energia e determinação implacáveis. O objetivo dos Salões foi expresso em um pequeno manifesto publicado antes da abertura do primeiro Salão. Este é um dos primeiros exemplos de um novo movimento de arte de vanguarda apoiado por um manifesto; algo que seria um lugar-comum nos movimentos modernistas posteriores e depois. Os Salões também foram acompanhados por uma série de palestras e saraus musicais. Os Salões de Delville também foram significativos pela inclusão de mulheres artistas, algo quase inédito em outras sociedades contemporâneas de exibição de vanguarda. O manifesto fornece um registro valioso do movimento idealista fundado por Delville:
"A intenção dos Salons d'Art Idéaliste é dar origem a um Renascimento estético na Bélgica. Eles reúnem, em um agrupamento anual, todos os elementos dispersos do idealismo artístico, ou seja, obras com as mesmas inclinações para a beleza. Desejando assim reagir contra a decadência, contra a confusão das chamadas escolas realista, impressionista ou libriste [livrista] (formas de arte degeneradas), os Salons d'Art Idéaliste defendem como princípios eternos de perfeição numa obra de arte: pensamento, estilo e técnica. A única coisa que reconhecem como livre, dentro da estética, é a personalidade criativa do artista, e sustentam, em nome da harmonia, que nenhuma obra é suscetível à verdadeira arte a menos que seja composta pelos três termos absolutos, a saber: beleza espiritual, beleza plástica e beleza técnica. Semelhantes, senão idênticos, aos salões parisienses Rose & Croix criados por Sâr Joséphin Péladan e ao movimento pré-rafaelita em Londres, os Salons d'Art Idéaliste afirmam desejar continuar, através de desenvolvimentos modernos, a grande tradição da arte idealista, dos antigos mestres aos mestres atuais."
A principal obra de Delville exibida naquele ano foi seu visionário Trésors de Sathan (1895, Museus Reais de Belas-Artes, Bruxelas). Ela já havia sido exposta no Salon de Gand. A representação de uma figura satânica representada sob a água era única na arte ocidental: em vez de asas, ele é representado por longos tentáculos de polvo, uma confluência sem precedentes na literatura ocultista. Seus 'tesouros' são as figuras adormecidas rodeadas de joias e moedas de ouro; objetos que representam materialismo e avareza. As figuras não mostram nenhum sinal de tormento, mas são representadas em um estado de êxtase sonolento, como se tivessem sucumbido a tudo o que é "satânico" na visão ocultista de Delville; prazer sensual e materialismo. A obra é um ícone apotropaico contra as armadilhas das paixões inferiores e do mundo da matéria e da sensualidade em geral.
O segundo Salão aconteceu em março de 1897 no espaço de artes de Edmond Picard, la Maison d'Art. As contribuições de Delville foram pequenas e incluíram seu Orphée aux Enfers, Parsifal e L'Oracle à Dodone; que agora estão, além de Parsifal, em coleções particulares. Na época, Delville estava na Itália em sua estada prescrita lá, após ganhar o cobiçado Prêmio de Roma. A mostra recebeu críticas amplamente positivas na imprensa e os Salões de Delville foram se tornando mais amplamente aceitos, apesar de sua polêmica agressiva nos meses anteriores ao estabelecimento, o que atormentou seus contemporâneos. O que foi apontado como uma característica dessa arte idealista era sua natureza intelectual e a propensão para a expressão de ideias.
O último Salon d'Art Idéaliste ocorreu em março de 1898 e foi marcado pela exibição da grande obra-prima de Delville, sua l'Ecole de Platon (1898, Musée D'Orsay), que marcou o ápice de seu programa idealista e amplamente celebrado entre os críticos contemporâneos, mesmo aqueles que anteriormente eram hostis ao seu programa de arte e estética.

## Depois de 1900

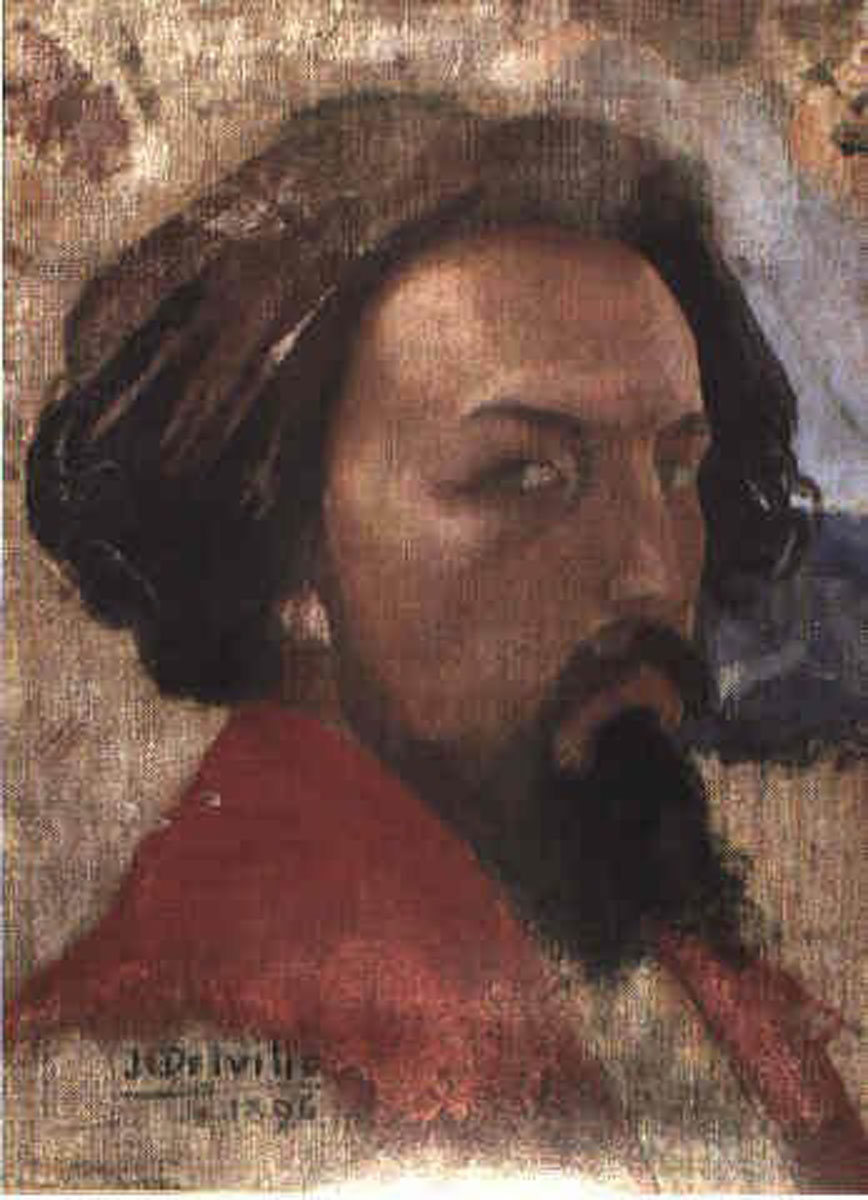
Autorretrato de 1896

Em 1895, Delville publicou seu Dialogue entre nous, um texto no qual ele delineou seus pontos de vista sobre o ocultismo e a filosofia esotérica. Brendan Cole discute este texto em detalhes, apontando que, embora o Diálogo reflita as ideias de vários ocultistas, ele também revela um novo interesse pela Teosofia. No final da década de 1890, Delville ingressou na Sociedade Teosófica  Ele provavelmente foi apresentado à Teosofia diretamente por meio de sua amizade com Édouard Schuré, o autor do livro de grande influência Les Grandes Initiés. Schuré escreveu o prefácio do trabalho de Delville sobre a Arte Idealista, La Mission de l'Art (1900). Delville também fez uma aliança estreita com Annie Besant, que herdou a liderança do movimento teosófico. Besant deu uma série de palestras em Bruxelas em 1899, intitulada La Sagesse Antique. Delville revisou as palestras dela em um artigo publicado no Le Thyrse naquele ano.

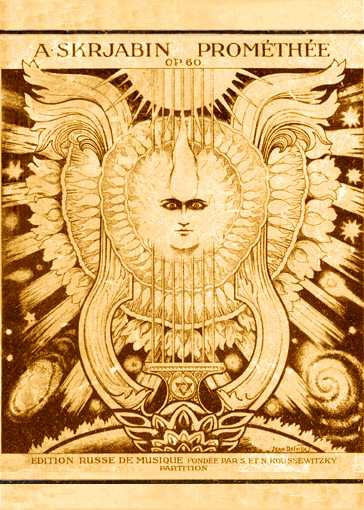
Fronstipício por Delville da capa da sinfonia Prometeu: O poema do fogo (1911), por Alexander Scriabin, que encomendou a ilustração a Delville. Scriabin havia visitado o pintor em seu ateliê e se deparou com a pintura Prometeu (1907), que lhe serviu de inspiração sinestésica para a composição musical de mesmo nome.

É provavelmente a partir deste ponto que Delville tornou-se ativamente envolvido nos Movimentos Teosóficos como tal. Delville fundou La Lumière, um jornal dedicado às ideias teosóficas em 1899, e publicou artigos dos principais teosofistas da época, incluindo Besant. Ele ainda frequentou a Société de recherches psychiques de Bruxelles para estudos de magnetismo, telepatia e mediunidade, fundada por Prosper Van Velsen em 1908, e estabeleceu também relações próximas com os espíritas belgas; Delville praticava o espiritismo intensamente, inclusive junto a seus filhos. Tornou-se o primeiro Secretário Geral da filial belga da Sociedade Teosófica em 1911. Abandonou-a em 1913, porém continuou na Ordem da Estrela no Oriente fundada por Besant.
A arte de Delville floresceu após 1900 e ele produziu algumas de suas maiores obras durante este período até a Primeira Guerra Mundial. Ele trabalhou com força e imaginação inalteradas e suas pinturas revelaram um senso visionário do transcendental inspirado por seu envolvimento no movimento teosófico, visto tipicamente em obras como seu monumental L'Homme-Dieu (1903, Brughes: Museu Groeninge) e Prométhée (1907, Universidade Livre de Bruxelas). Sua realização mais notável, no entanto, é sua série de cinco grandes telas que decoraram a Cour d'Assises no Palais de Justice sobre o tema "Justiça através dos tempos". Essas obras, monumentais em concepção e escala e, sem dúvida, entre as melhores, infelizmente foram destruídas durante a Segunda Guerra Mundial como resultado do bombardeio alemão do Palais de Justice em 3 de setembro de 1944. A ironia desta ação em relação ao tema deste ciclo de pinturas não pode ser esquecida. Substituições em pequena escala foram instaladas durante a reconstrução do Palais após a guerra. A gigantesca pintura central original intitulada, La Justice, la Loi et la Pitié, media 11 metros por 4,5 metros. Esta obra foi ladeada por duas outras, La Justice de Moïse e La Justice chrétienne (ambas de 4 por 3 metros). Os dois painéis restantes representam a Justiça do passado e do presente: La Justice d'autrefois e La Justice moderne.

### Professor na Escola de Arte de Glasgow, 1900–1906

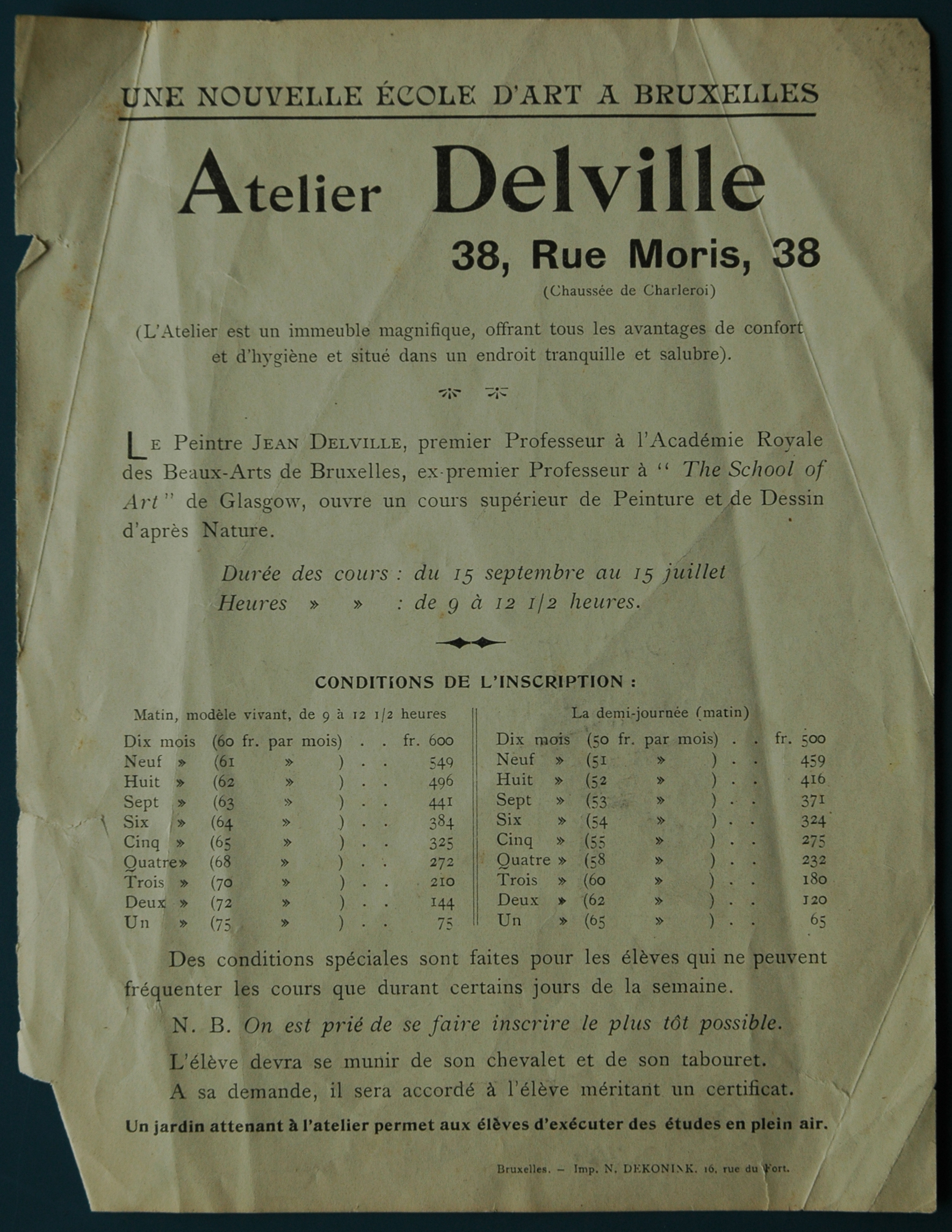
Cartaz de propaganda do ateliê particular de Delville, c. 1906

Delville esperava garantir um lugar de professor na Academia em Bruxelas, mas em vez disso foi oferecido um cargo de professor na florescente Escola de Arte de Glasgow em 1900. Seu posse lá foi muito bem-sucedida e os trabalhos dos alunos que ele treinou foram celebrados nas exposições anuais em Londres. Quando Delville voltou a Bruxelas em 1907, muitos de seus alunos britânicos o seguiram para continuar seu treinamento sob sua tutela no estúdio privado dele na rue Morris. Naquela época, Delville cumpriu sua ambição de lecionar na Academia de Bruxelas e foi nomeado Professor de Estudos da Vida, cargo que ocupou até sua aposentadoria em 1937.

### A Primeira Guerra Mundial: Exílio em Londres 1914–18
Quando a guerra estourou, Delville, foi recebido na Grã-Bretanha, entre muitos belgas, como exilados. Ele se mudou para lá com toda a família, incluindo sua esposa e quatro filhos mais novos, e se estabeleceu em Golders Green, em Londres. Seus dois filhos mais velhos, Elie e Raphaël Delville, foram recrutados para o Esforço de Guerra Belga (ambos sobreviveram ao conflito). Delville desempenhou um papel ativo em Londres, por meio de seus escritos, arte e discursos públicos (ele era um orador talentoso) em apoio aos belgas no exílio e ao conflito contra os alemães. Ele contribuiu para o jornal belga de expatriados em Londres, L'Indépendence Belge, e escreveu vários artigos e poemas condenando violentamente a agressão alemã. Ele foi um membro ativo da sociedade filantrópica para refugiados belgas, La Ligue des Patriotes de Belgique, e foi o presidente da La Ligue des Artistes belges, que foi responsável pela criação da bem-sucedida publicação Belgian Art in Exile, cuja venda levantou dinheiro para instituições de caridade belgas na Inglaterra. A obra contém um grande número de pinturas representativas e outras obras de arte de artistas belgas contemporâneos. O volume foi bem recebido em geral. The Sketch publicou um editorial de apoio em sua edição de janeiro e deu informações informativas sobre o volume:
"Belgian Art in Exile é o título de um álbum muito atraente de reproduções, a maioria em cores, de pinturas de artistas belgas exilados, com fotografias de obras de escultores belgas, que foi emitido em ajuda da Cruz Vermelha Belga e outras instituições de caridade belgas. As placas coloridas, lindamente reproduzidas, mostram a alta qualidade e a grande versatilidade da arte belga moderna. Particularmente notável é a foto de um ataque de cavalaria mourisca, de Alfred Bastien, que desde que veio para este país tem feito um excelente trabalho para o Illustrated London News. Entre muitos outros conhecidos artistas belgas representados estão Albert Baertsoen, Jean Delville, Emile Claus, Herman Richir, o conde Jacques de Lalaing e Paul Dubois. Uma bela pintura de Frank Brangwyn – Mater Dolorosa Belgica – forma uma introdução pictórica", como frontispício. Maeterlinck contribui com um elogio ao rei Albert, e há poemas de Emile Verhaeren, Marcel Wyseur e Jean Delville, que também escreve uma introdução. O volume é publicado pela Colour (25, Victoria Street, S. W. em 5s. e (em tecido) 73, 6d., com uma edição limitada de luxo a £1. Tanto para si como para a causa, deve comandar uma ampla venda."

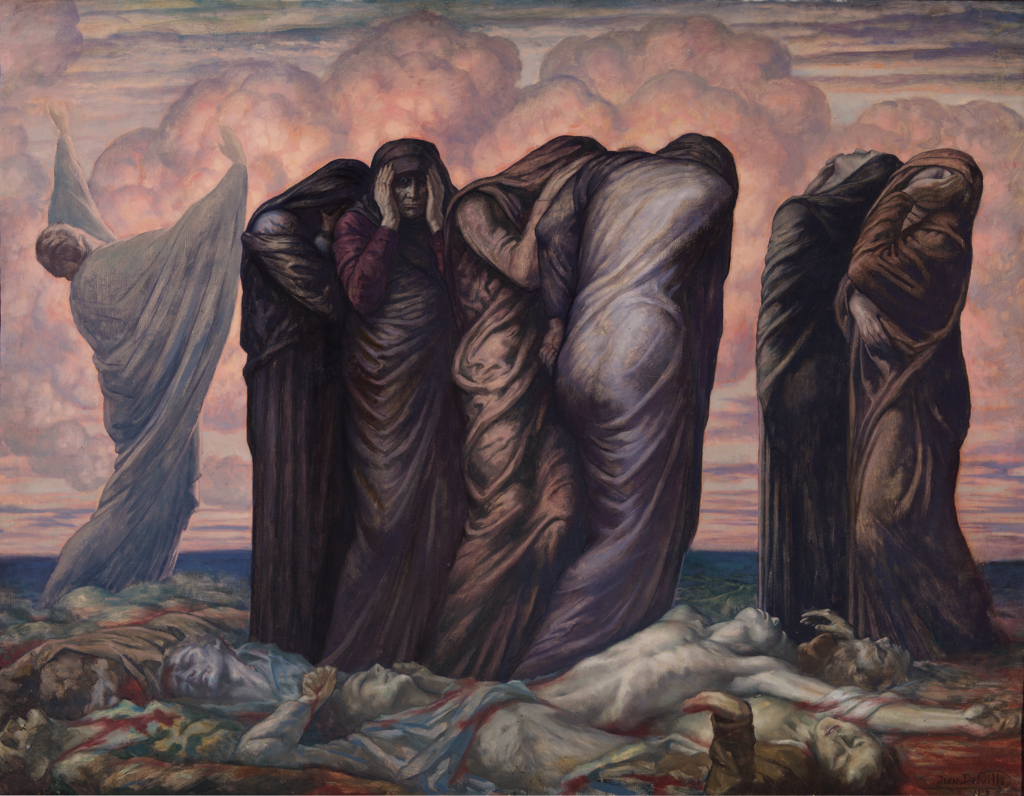
As Mães (1919), parte de um conjunto de pinturas alegóricas da Primeira Guerra Mundial por Delville

Naquela época, Delville também era um maçom ativo e estava envolvido na La Loge Albert 1er, que reuniu os maçons belgas no exílio que viviam na Grã-Bretanha. Seu tempo no exílio também inspirou várias pinturas importantes, incluindo: La Belgique indomptable (1916), retratando uma figura feminina alegórica empunhando uma espada segurando uma águia germânica atacante; Les Mères (1919), retratando um grupo de mães enlutadas cercadas por cadáveres de seus filhos caídos, e Sur l'Autel de la patrie (1918), uma pietà moderna retratando uma figura feminina com o cadáver de um soldado morto sangrando a seus pés. Seu trabalho mais notável deste período é seu Les Forces (concluído em 1924), retratando dois vastos exércitos celestiais confrontando-se. As forças da luz, representadas à direita, são lideradas por uma figura semelhante a Cristo sentada em um cavalo e uma figura alada carregando uma tocha liderando um exército de anjos na luta contra um batalhão de forças das trevas vindo da esquerda; segundo uma nota de Paul Otlet no arquivos de Delville: "Ele simbolizou as duas grandes correntes, a do Ódio e a do Amor, que governam o mundo. É também o conflito de poderes materiais e espirituais, as forças das trevas e as forças da luz". A obra está em exibição aberta no Palais de Justice no vasto 'cour des pas perdus' e é de grande escala, medindo 5 metros por 8 metros.

### A 'Société de l'Art Monumental' 1920
Desde o início de sua carreira, Delville estava interessado em produzir arte que seria exibida em espaços públicos para a edificação de todos. Para ele, a arte era um meio de elevar o público e, por isso, desprezava a arte produzida para uma camarilha de elite, vendida por marchands em benefício de colecionadores que viam na arte apenas uma oportunidade de investimento. Os ideais de Delville estavam fortemente alinhados à ideia de um propósito social para a arte, sobre a qual escreveu extensivamente durante sua carreira. Em sua Mission de l'Art, ele escreveu: "Se o propósito da Arte, socialmente falando, não é espiritualizar o pensamento ponderado do público, então temos o direito de nos perguntar qual é realmente a sua utilidade, ou mais precisamente, seu propósito". Embora ele já tivesse criado vários grandes esquemas artísticos que decoravam prédios públicos, notadamente seus painéis para o Palais de Justice, sua ambição de perseguir formalmente esse objetivo foi finalmente realizada em 1920, quando ele colaborou com vários pintores importantes de sua geração para criar a Société de l'Art Monumental (Sociedade de Arte Monumental). O objetivo do grupo era reunir pintores, artistas e arquitetos que pudessem chamar a atenção para a necessidade de uma arte criada especificamente para edifícios públicos.
Uma realização importante deste fim foi a decoração das paredes das colunatas dos hemiciclos que flanqueiam a Arcada do Parc du Cinquantenaire. Cinco artistas colaboraram com Delville neste projeto: Constant Montald, Emile Vloors, Omer Dierickx, Emile Fabry e Albert Ciamberlani. Os dois últimos eram amigos de Delville desde seus dias na Academia e já haviam colaborado em muitos projetos antes. A maioria desses artistas também expôs nos fóruns idealistas de Delville, Pour L'Art e Salons d'Art Idéaliste, durante a década de 1890.
O projeto foi executado sob o patrocínio do Rei Alberto I, e foi pago por meio de um esquema de assinatura nacional.
O tema geral deste ciclo importante de obras foi uma comemoração patriótica de 'A Glorificação da Bélgica' após a Grande Guerra por meio de imagens alegóricas relacionadas à Guerra e à paz. Em 1924, Delville expressou sua ideia para o ciclo como uma "visão de um friso em mosaico desenrolando seu ritmo de linhas e sua harmonia de cores entre as colunas do hemiciclo".
Cada artista preparou seis trabalhos individuais (cartões) que foram então adaptados aos mosaicos finais de três metros de altura e alinhados à parte superior da parede. A distância total de todos os mosaicos era de 120 metros. Uma harmonia geral de todos os painéis individuais foi alcançada garantindo que os artistas aderiram a algumas regras comuns de composição: usar a mesma linha do horizonte, usar a mesma escala para as figuras e aderir a uma paleta limitada de cores relacionadas. O tema específico à esquerda da arcada é o da Bélgica em paz. Obras de Fabry, Vloors e Montald representaram respectivamente: a vida material, a vida intelectual e a vida moral. O tema específico do lado direito representa a Bélgica heroica, com obras de Delville, Ciamberlani e Dierickx representando respectivamente: Vitória, Tributo aos Heróis e Guerra.
O projeto foi concebido entre 1922 e 1926 e concluído em 1932. Os mosaicos em si foram executados por Jean Lahaye e Emile Van Asbroeck, da empresa A Godchol.
Esta criação monumental foi uma reivindicação das tendências idealistas na arte apresentadas em um espaço público e deu à sua perspectiva artística uma visibilidade mais ampla entre o público em geral.
Trabalhar para o bem público e aliviar o sofrimento da humanidade também era um ideal principal dos teosofistas, ao qual Delville subscreveu ao longo de sua vida. As visões teosófico-socialistas de Delville foram articuladas em dois artigos publicados por ele antes da guerra: Socialisme de demain (1912) e Du Principe sociale de l'Art (1913).

## Anos depois
A partir da década de 1920, Delville experimentou uma carreira muito mais estável e bem-sucedida do que nunca. Com a conclusão bem-sucedida dos dois principais projetos públicos no Palais de Justice e no Cinquantenaire, e sua eleição como membro da prestigiosa Real Academia de Ciências, Letras e Belas-Artes da Bélgica em 1924, ele pareceu ter se aproximado muito mais do establishment belga durante esses anos. Ele manteve seu posto como 'Premier Professeur' na Academia de Belas Artes de Bruxelas até 1937 e continuou a pintar até que uma artrite incapacitante em sua mão direita o forçou a desistir do pincel em 1947.

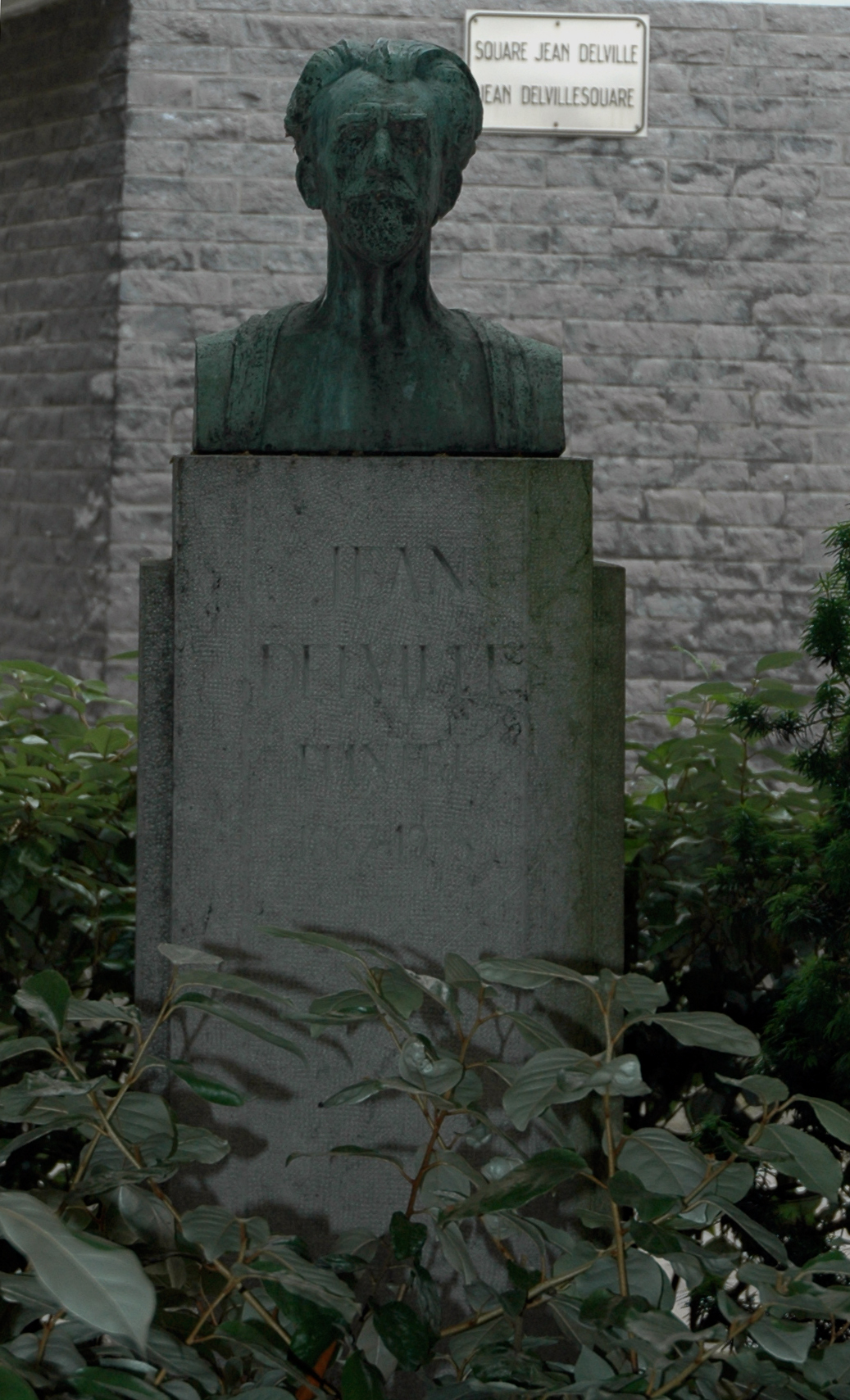
Busto memorial de Jean Delville, ao ar livre sob plinto, Avenue Sept Bonniers, Bruxelas, Bélgica

Sua ambição de criar obras de arte idealistas em grande escala sustentou-se até o final de sua carreira de pintor, após a Segunda Guerra Mundial; exemplos notáveis entre os quais incluem Les Forces (1924, 55 × 800 cm, Palais de Justice), Les Dernières Idoles (1931, 450 × 300 cm, coleção particular) e La Roue du Monde (1940, 298 × 231 cm, Antuérpia: Museu Real de Belas Artes). Ele ainda foi capaz de manter uma força de expressão e um acabamento altamente articulado para suas obras em seus últimos anos, que desde o início sempre esteve lá. No entanto, algumas das suas obras mudaram no seu estilo nos anos 1930 (especialmente durante a sua residência em Mons). Caracteristicamente, elas se tornaram mais reduzidos em sua articulação de forma e cor: as formas tornaram-se mais estilizadas e geométricas e suas cores eram mais pálidas, ou "pastéis" em tom, sem a energia, os contrastes vibrantes e as tonalidades ricas que eram características de seu trabalho até então. Seu tratamento das figuras também se tornou mais estilizado e ele frequentemente articulava suas características faciais com olhos característicos em forma de "amêndoa", dando às suas figuras uma aparência de outro mundo. Exemplos típicos deste período incluem seu Seraphitus-Seraphita (1932), Les Idées (1934), Le Dieu de la Musique (1937) e Pégase (1938).
Delville permaneceu um teosofista comprometido e apaixonado até sua morte em 1953 e ele afirmou em uma de suas biografias que isso sempre serviu de base para essa perspectiva moral e artística ao longo de sua vida posterior. Sobre este aspecto importante de sua vida intelectual e espiritual, ele escreveu em 1944:
"Em realidade, a filosofia oculta ocupou o fundo da minha mente por muitos anos! Acho que li quase tudo o que foi publicado de importância sobre os problemas do invisível. ... Desde então, pesquisei e estudei muito a natureza dos fenômenos psíquicos. O estudo das ciências ocultas é a base de minha vida intelectual e moral."
Delville morreu em seu aniversário, 19 de janeiro de 1953.

## Honras
- 1919: Oficial da Ordem da Coroa.[34]

## Teoria e Técnica

### Teoria idealista

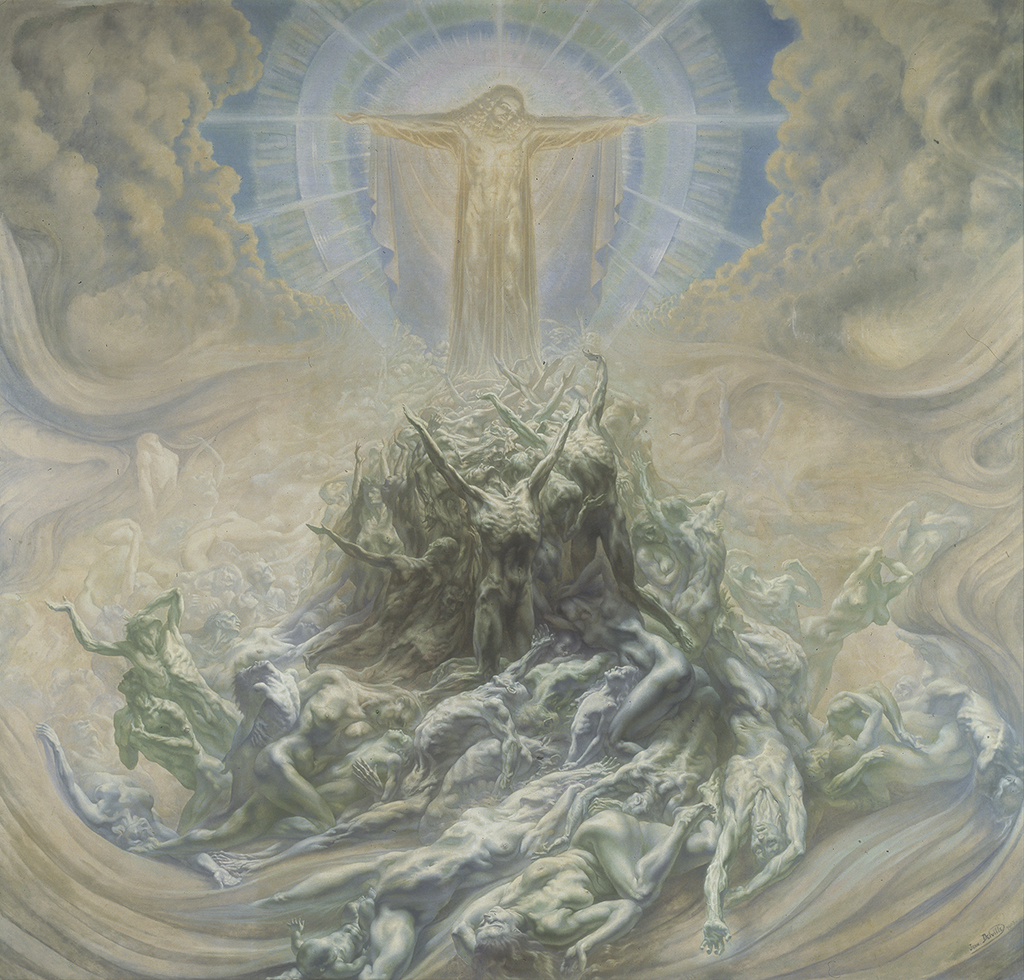
O Homem-Deus (1903)

Delville escreveu prolificamente ao longo de sua vida delineando sua estética idealista. Sua primeira publicação importante sobre o assunto foi sua Mission de l'Art (1900). A teoria idealista de Delville é uma formulação sincrética do pensamento idealista tradicional (na tradição de Platão, Schopenhauer e Hegel) e da filosofia esotérica contemporânea. Em suma, Delville acreditava que a arte é a expressão do Ideal (ou espiritual) na forma material e é fundada no princípio da Beleza Ideal, ou seja, Beleza que é a manifestação do Ideal, ou reino espiritual, em objetos físicos. Contemplar objetos que manifestam Beleza Ideal nos permite perceber, ainda que fugazmente, a dimensão espiritual e como resultado nos transfiguramos.

Delville descreve isso em uma passagem vívida em sua La Mission de l'Art, onde enfatiza o valor expressivo da arte idealista, em outras palavras, que não se trata apenas de se envolver passivamente com a imagem, mas também de sentir a "energia" que ela irradia, que eleva e transforma a consciência do espectador, de forma espiritual. Idealismo na arte é, escreve ele, "a introdução da espiritualidade na arte". Para Delville, a Ideia é uma expressão do reino Ideal, e é uma força viva dentro da experiência humana que mora dentro do reino transpessoal da experiência humana. Ele escreve ainda que:
"A Ideia, no sentido metafísico ou esotérico, é Força, a força universal e divina que move os mundos, e seu movimento é o ritmo supremo de onde surge o funcionamento harmonioso da Vida.
Onde não há pensamento, não há vida, não há criação. O mundo ocidental moderno tornou-se inconsciente desse tremendo poder do Ideal, e a Arte inevitavelmente degradou-se. Essa ignorância das forças criativas do pensamento obscureceu e desviou para o materialismo todo o julgamento moderno. O materialismo não sabe como as ideias e os pensamentos vibram e como essas vibrações afetam a consciência do indivíduo.
E, no entanto, essas vibrações, embora invisíveis para a maior parte da humanidade, são capazes de exercer uma influência surpreendente sobre a mentalidade dos seres humanos e, assim, auxiliar em sua evolução. Diante das obras de gênio, a consciência humana recebe vibrações mentais e espirituais, que são geradas pela força da ideia refletida. Quanto mais elevada, pura e sublime for uma obra, mais o ser interior, entrando em contato com as vibrações ideais emanadas dela, será elevada, purificada e tornada sublime. O artista que não é ideal, isto é, o artista que não sabe que toda forma deve ser fruto de uma ideia, e que toda ideia deve ter sua forma, o artista, enfim, que não sabe que a beleza é a concepção luminosa do equilíbrio nas formas, nunca terá qualquer influência sobre a alma, porque suas obras serão realmente sem pensamento, isto é, sem vida.

A Ideia é a emoção do Espírito como a Emoção é o reflexo da Alma."
Delville vai além ao dividir sua compreensão da Beleza em três categorias: I) Beleza Espiritual: a fonte da beleza nos objetos físicos; ii) Beleza formal: a articulação física da Beleza nas obras de arte; e iii) Beleza técnica: a execução específica de linha, cor, luz e sombra e composição para expressar a beleza ideal em objetos físicos e obras de arte. Em francês, Delville referia-se a estes termos como: La Beauté spirituelle, La Beauté plastique e La Beauté technique. Delville vai além para mapear sua concepção tríplice de Beleza em sua concepção esotérica da natureza tríplice da realidade, consistindo dos reinos Natural, Humano e Divino, bem como a natureza tríplice do homem como corpo (sentidos), alma (sentimento) e espírito/mente (pensamento e espiritualidade). Ele escreve:
"A obra da Arte Idealista é, portanto, aquela que harmonizará em si as três grandes Palavras de Vida: a Natural, a Humana e a Divina. Para atingir este grau de equilíbrio estético, – que, fico feliz em admitir, não está ao alcance de qualquer pessoa! – deve-se encontrar na obra a ideia mais pura em nível intelectual, a forma mais bela no domínio artístico e a técnica mais perfeita em termos de execução. Sem uma ideia, uma obra perde sua missão intelectual, sem forma, perde sua missão natural e, sem técnica, perde seu objetivo de perfeição. … O verdadeiro caráter da obra de Arte Idealista pode ser identificada a partir do equilíbrio que reina sobre a sua realização, o que significa que não permite que os termos essenciais de ideia, da arte ou da técnica prevaleçam uns sobre os outros, mas mais provavelmente segundo relações proporcionais a seus respectivos poderes."

### A Tradição Clássica

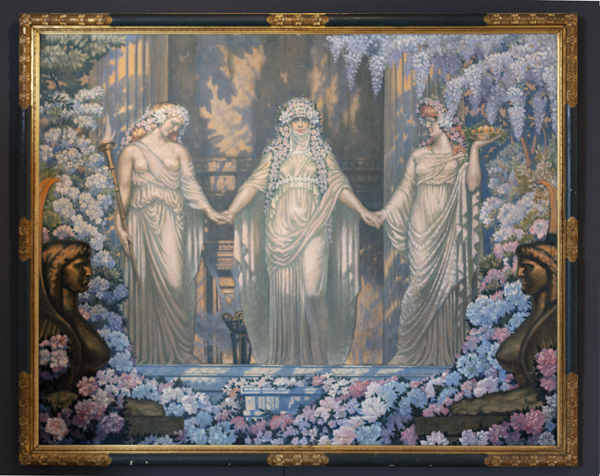
As Mulheres de Elêusis (1931)

Delville acreditava que a expressão mais pura da arte idealista era encontrada na tradição clássica da arte grega antiga e da Alta Renascença. Para ele, a arte clássica era a expressão mais pura do espiritual na forma material. Delville procurou reinterpretar o idioma clássico em um contexto contemporâneo, para adequar, em outras palavras, seu estilo de arte idealista específico que ele estava formulando durante a década de 1890; não simplesmente, em outras palavras, copiar ou imitar modos clássicos de arte A expressão de harmonia e equilíbrio, que ele via como um aspecto essencial da arte clássica, eram fundamentais na expressão do espiritual em formas naturais. Há um aspecto místico na estética de Delville, e na ideia de Beleza Ideal, quando ele escreveu que:
"O Belo, tomado em seu sentido clássico, não é uma ilusão. O Belo é o Verdadeiro manifestado pela Ideia na forma. Este é o objetivo mais elevado que o artista deve buscar alcançar ... Quando o artista faz brotar a luz das trevas, a beleza da feiura, o puro do impuro, ele revela a Verdade à humanidade, ele revela Deus. O Belo, o Verdadeiro, o Bom são sinônimos. É uma glória da Arte poder tornar perceptíveis aos olhos humanos os três mistérios que formam um só!"

### Arte idealista

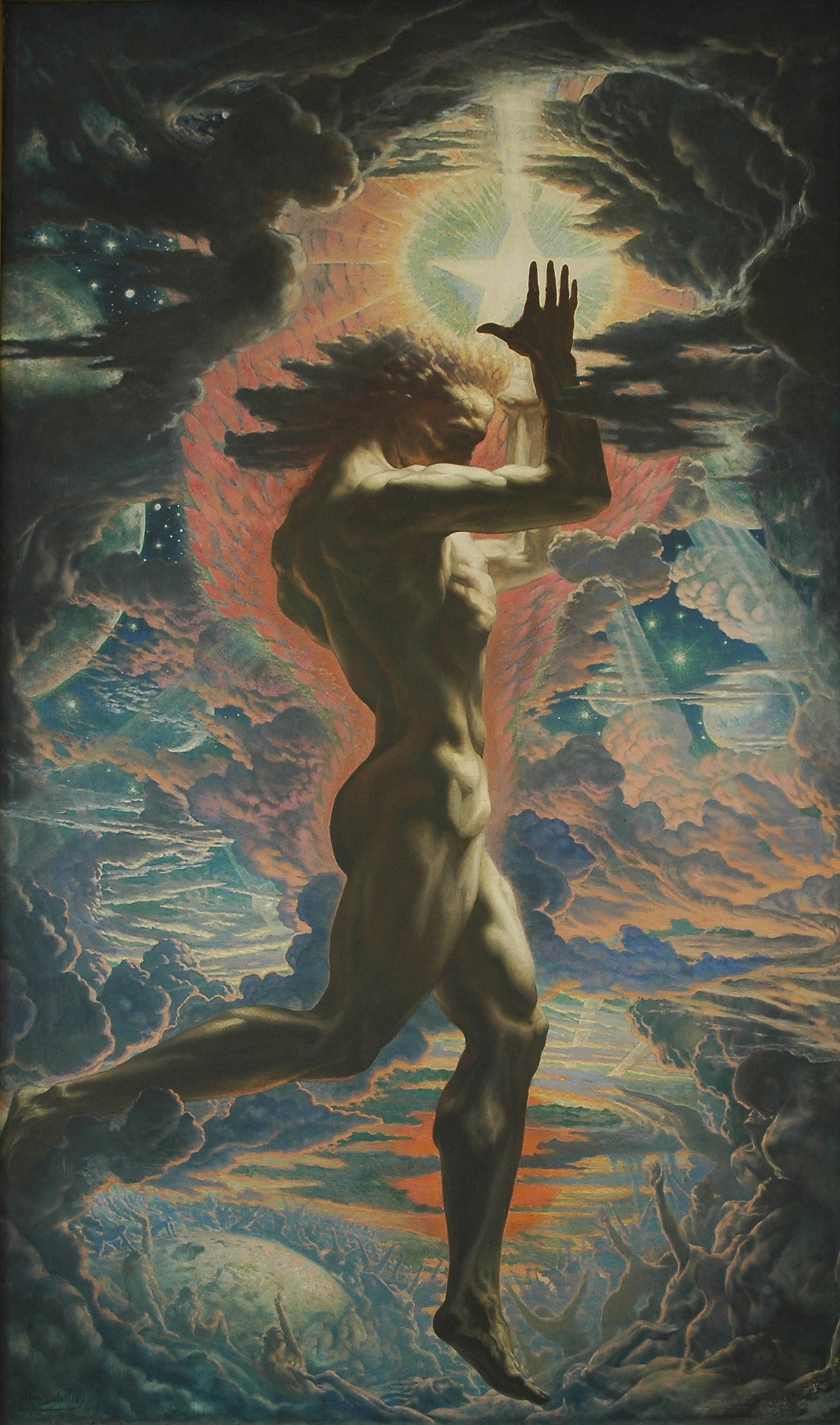
Prometeu (1907)

Delville desenvolveu um estilo distinto em sua pintura, que é inconfundível. Seus desenhos e pinturas acabados são altamente articulados e precisos na maneira como ele apresenta as formas. No entanto, suas obras não são excessivamente detalhadas, como é frequentemente encontrado na arte realista, mas ele consegue capturar a essência das formas que articula usando os meios mais simples possíveis. Isso é especialmente verdade em sua abordagem das figuras. Em seu l'Amour des Ames, ele delineia as figuras usando contornos longos e curváceos, e sua anatomia é apenas levemente sugerida usando contrastes suaves de luz e sombra; o efeito é a expressão de grande beleza sem ser excessivamente sensual: uma técnica frequentemente vista em afrescos renascentistas. Delville tinha uma grande imaginação para cores e seu uso para fins expressivos. Suas cores costumam ser vivas, quase visionárias; mais claramente visto é seu Trésors de Sathan, banhado por uma atmosfera de dourados e amarelos luminosos. Em L'Ange des Splendeurs, ele captura o efeito do ouro iridescente e diáfano na roupagem do anjo, contrastando distintamente com a pesada terrosidade dos detalhes naturais (animais, aranhas, vegetação) no canto inferior direito. Sua Ecole de Platon é um paradigma de serenidade no uso de cores suaves e frias e tons pastéis para enfatizar o idílio intelectual da Akademos de Platão.
Delville raramente pintava paisagens, naturezas mortas ou retratos por si próprias, mas muitas vezes os incorporava em suas pinturas de figuras. Quase todas as pinturas de Delville enfocam a forma humana como portadora do drama de suas obras. Ele era um mestre na articulação da anatomia humana, que usava para expressar vividamente suas ideias e técnica idealista. As várias maneiras como ele articula a forma humana são fundamentais para a compreensão de seu programa artístico que ele desvendou em suas pinturas ao longo de sua carreira. Este é especialmente o caso na representação de figuras masculinas e femininas esbeltas e flexíveis em seus Les Trésors de Sathan, L'Amour des Ames e L'Ecole de Platon, ou as formas altamente expressivas desenhadas, vigorosas quase emaciadas na parte inferior de seu épico l'Homme-Dieu mostrando o sofrimento e angústia da condição humana; ou na representação titanesca da anatomia em suas figuras heroicas em Prométhée e Les Dernières Idoles.

## Prática: obras de arte idealistas

### MysteriosaouPortraite de MadameStuart Merrill(1892)
Lápis, pastel e lápis de cor sobre papel, 40 x 32,1 cm, Bruxelas: Museu Real de Belas Artes

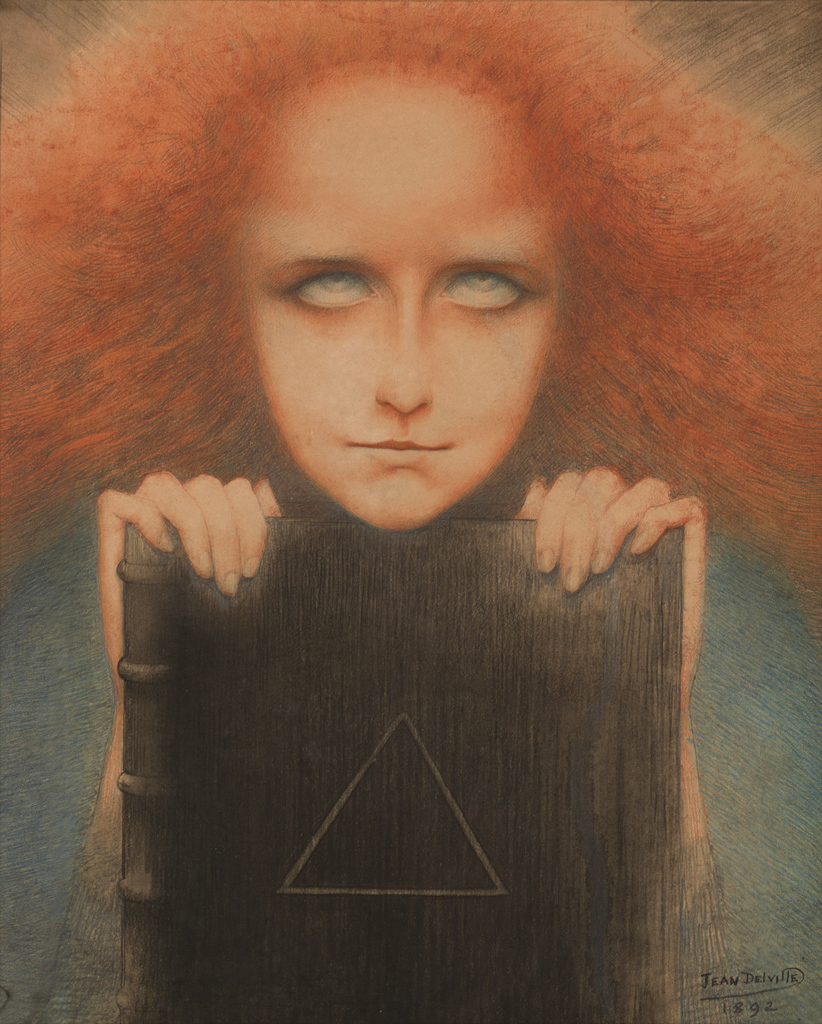
Mysteriosa, ou Retrato de Madame Stuart Merrill (1892)

Embora Delville frequentemente escrevesse sobre suas ideias, quase nunca discutia suas pinturas. Ele deixou as interpretações para o espectador e, como resultado, seus melhores quadros têm um ar de mistério e intriga. Considerado um dos mais misteriosos e de outro mundo foi o seu Retrato da Sra. Stuart Merrill, desenho executado em giz em 1892. Nele, Delville retrata a jovem como uma médium em transe, com os olhos voltados para cima. Seu cabelo vermelho-laranja radiante se combina com a luz fluida de sua aura.
As cores quentes que circundam a a cabeça da Senhora Merrill parece aludir aos fogos terrestres da paixão e sensualidade. Por outro lado, o livro no qual ela repousa o queixo e as mãos longas, quase espectrais, está inscrito com um triângulo apontando para cima. Isso representa a ideia de Delville de conhecimento humano perfeito, alcançado (como ele diz em seu Diálogo), por meio da magia, a Cabala e o hermetismo. Como vários autores apontaram, a pintura, com suas referências ao ocultismo e à sabedoria, parece sugerir uma iniciação. Nesse caso, a aura vermelha da mulher pode se referir ao seu lado sensual, que se tornará mais espiritualizado à medida que ela passar para um estágio diferente de desenvolvimento.
Seja qual for a sua interpretação, este retrato muito incomum teve um forte efeito sobre os espectadores. Foi visto como estranho e sobrenatural por Patrick Bade no livro Femme Fatale (1979), ou como "uma visão positivamente mágica" segundo o historiador da arte Philippe Jullian em Dreamers of Decadence (1974). Às vezes é chamada de Mona Lisa da década de 1890 e também recebe o título de La Mysteriosa. Hoje, poucos detalhes estão disponíveis sobre a mulher retratada, e mesmo seu primeiro nome não é mencionado na literatura. As informações mais extensas sobre sua identidade são fornecidas pelo filho de Delville, Olivier, em sua biografia do pintor. Não é um relato de primeira mão, entretanto, já que Olivier nasceu pelo menos dez anos depois que o retrato foi executado. Segundo ele, Stuart Merrill (poeta simbolista que publicou suas obras em Paris e Bruxelas) tinha uma casa perto de Delvilles em Forest naquela época. Olivier acrescenta que "a jovem Sra. Merrill-Rion" era belga e que Delville ficou impressionado com sua estranha beleza e a retratou com um caráter mediúnico. É provável que Delville tenha pintado outros retratos da Sra. Stuart Merrill e o desenho de 1893 'Medusa', na mesma mídia, seria um deles.
A pintura não foi comprada pelos Merrills e permaneceu com os Delvilles até ser vendida a um colecionador particular da Califórnia no final dos anos 1960. Em 1998, foi adquirido pelo Museu de Belas Artes de Bruxelas, e agora está em exibição ao público.

### O Anjo do Esplendor(L'Ange des Splendeurs, 1894)
Óleo em tela, 127 x 146 cm, Bruxelas: Museu de Belas Artes

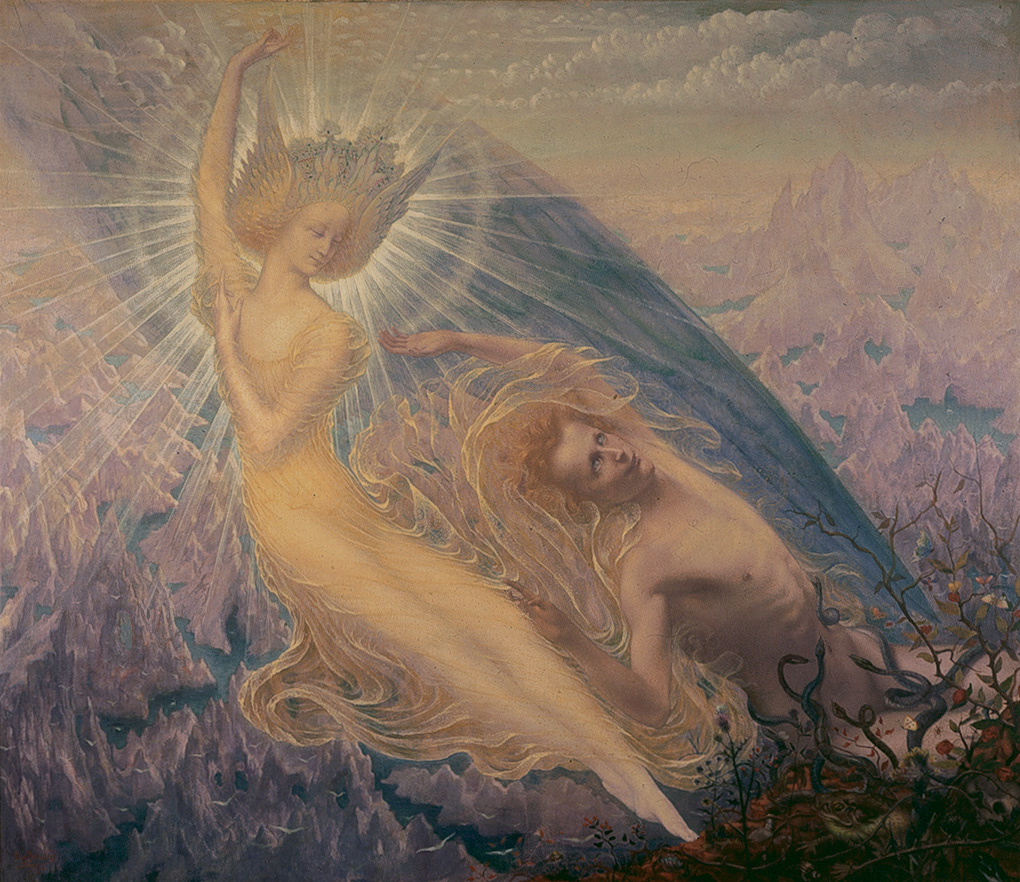
O Anjo do Esplendor (1894)

Esta é, sem dúvida, uma das imagens mais visionárias de Delville do início da década de 1890. A obra refere-se aos interesses de Delville na ideia de iniciação e espiritualização da alma. Como visto em muitas de suas obras, Delville frequentemente joga com a tensão entre os opostos: luz e escuridão, espírito e matéria, Natureza e o Ideal, etc. Essas ideias são personificadas neste trabalho na dualidade entre o Anjo andrógino e o jovem andrógino que está enredado no reino natural ou material. Sua parte inferior do torso está envolvida por serpentes e cercada por sapos, aranhas, borboletas e outras formas de vida do mundo natural. O Anjo, por outro lado, é uma visão de ouro diáfano, revestido de um vestido mais fluido do que material, emanando uma luz suave, mas intensa. Seu rosto tem a beleza rara comumente vista nos retratos da Renascença, notadamente na obra de Leonardo, que Delville admirava. A auréola brilhante que envolve seu rosto, irradiando luz em todas as direções, é um significante comum de sua natureza espiritual. Suas proporções são estranhas para os padrões humanos e foram criticadas por seus contemporâneos, mas Delville entendeu que humanizar o anjo seria contradizer sua função simbólica nesta obra. Ela continua sendo um ser fisicamente próprio, de seu reino transcendental. Ela aponta para cima, indicando o caminho para o reino Ideal do espírito e da beleza, enquanto o jovem se aproxima dela em uma tentativa de se libertar das armadilhas materiais que o envolvem por baixo. Há uma tensão evidente aqui, pois não está totalmente claro se o jovem vai conseguir ou se afundar de volta no reino material mortal do qual está emergindo. O primeiro passo no caminho de iniciação e transcendência é superar e controlar as limitações da dimensão material ilusória e, especificamente, controlar as paixões e desejos, a fim de limpar o caminho para a transcendência da alma. Esta pintura é um totem daquele momento no drama iniciático que Delville expressou em muitas de suas pinturas e poemas da época.

### Tesouros de Sathan(Les Trésors de Sathan, 1895)
Óleo sobre tela, 258 x 268 cm, Bruxelas: Museu de Belas Artes

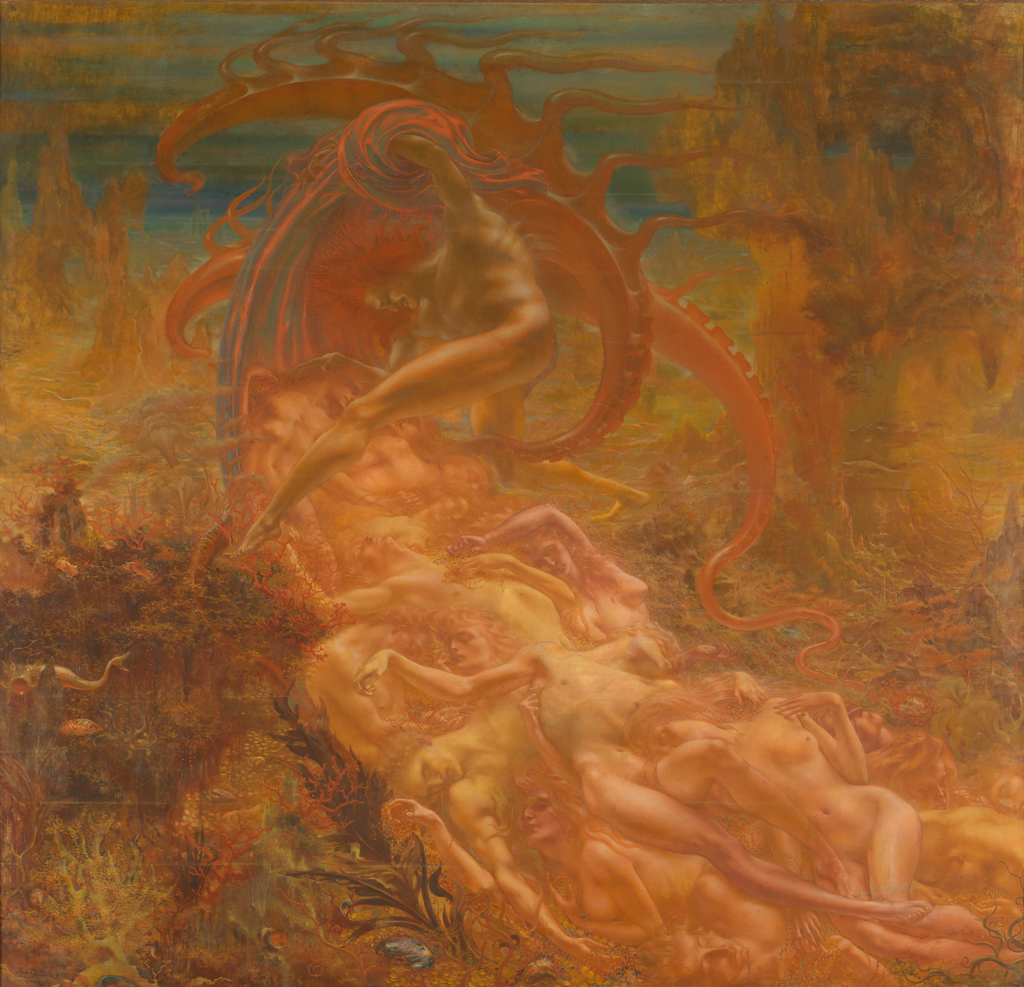
Os Tesouros de Satã (1895)

Delville exibiu seus Trésors de Sathan (Tesouros de Sathan) no Salon de Gand em setembro de 1895, enquanto trabalhava em sua inscrição para o Prêmio de Roma da Bélgica. Em seguida, foi exibido em Bruxelas pela primeira vez em 1896 no primeiro Salon d'Art Idéaliste de Delville. Esta foi uma das primeiras pinturas "inovadoras" de Delville e uma de suas obras mais importantes de seu período artístico até 1895.
Em geral, as obras de Delville tratam geralmente do tema da dualidade entre a natureza (humana ou não) e o mundo transcendental. Delville era um idealista, em outras palavras, ele acreditava na realidade de uma dimensão transcendental ou espiritual como base da realidade. Nosso mundo perceptivo material é, nesta visão de mundo, visto apenas uma ilusão que traz sofrimento e descontentamento. Nosso objetivo é espiritualizar nosso ser e refinar nosso eu material, o que inclui nossos desejos e necessidades para a realização da satisfação material. Segundo um contexto espiritual em mente, homens e mulheres simplesmente se tornariam entidades materialistas amortecidas, sempre governadas por seus desejos, paixões, ganância e necessidade impulsionada pelo ego de controle e poder sobre os outros. Este é o reino da matéria, ou na cosmologia de Delville, o reino de "Sathan", que controla e governa nosso estado inferior de ser: sem um objetivo espiritual na vida, somos meramente escravos dele e completamente submissos ao seu poder; tornamo-nos seu 'tesouro', como está implícito no título desta pintura. Aqui Delville retrata Satã como uma figura bastante atraente, cativante, poderosa e sedutora, arrastando a infeliz massa de homens e mulheres para seu covil submarino. É significativo que as figuras não estejam em um estado de dor ou agonia, como geralmente é o caso nas representações ocidentais do submundo de Satanás. Aqui eles parecem estar em um estado de devaneio e bem-aventurança, inconscientes de suas vidas e do valor da realidade espiritual de sua existência, e sucumbindo, ao contrário, inteiramente à sedução do ouro e do prazer sensual; em outras palavras, ganância material e sensualismo que Delville viu como uma armadilha e um desvio catastrófico do verdadeiro objetivo da humanidade que é espiritualizar o ser e entrar no reino superior de consciência e bem-aventurança espiritual, a que ele se referiu como o 'Ideal'.
Delville e seus contemporâneos esotéricos (especialmente Joséph Péladan) acreditavam que o tema de exercer controle sobre a própria natureza inferior, da tentação erótica e indulgência, representava o primeiro estágio no caminho da iniciação. Isso foi sugerido pela primeira vez na influente obra de Edouard Schuré, Os Grandes Iniciados, e delineado em uma passagem que reconstrói as provas iniciáticas egípcias. Ele relata como o teste final é disposto para que se resista à tentação erótica personificada na forma de uma figura feminina atraente.

Delville expressou essas ideias em um artigo publicado na revista contemporânea Le Mouvement Littéraire em 1893:
"A febre erótica esterilizou a maioria das mentes. Normalmente, alguém se considera viril porque satisfaz os desejos bestiais não saciados de uma mulher. Bem, é aí que começa a grande vergonha da degeneração cerebral de nosso tempo. O poeta, o artista, o cientista estão mais ligados às funções espirituais do que às funções animais emasculantes. O verdadeiro homem é aquele cuja mente pode dominar o corpo e que só responde às solicitações da carne quando sua vontade permite. ... se as obras do Sar [título de Péladan], um homem viril se é que já existiu algum, banem energicamente os conflitos sexuais, isto é, são um apelo consistente em favor da castidade, é porque ele estudou as devastações do amor carnal, porque ele entendeu que se deve ter cuidado com os sentimentos do coração, um coração apaixonado sendo um perigoso cúmplice do instinto. … Infelizmente, na maior parte, continuamos teimosamente ignorantes do fato de que a virgindade real desenvolve altamente os poderes da alma, e que, para aqueles que se dedicam a ela, ela concede faculdades desconhecidas para o resto da raça humana."
Também há referências frequentes a 'Sathan' na antologia de poemas Frisson du Sphinx de Delville de 1897, por exemplo, 'Les Murmures de l'Ombre', 'Tête d'Ombre', 'La Tempête' e 'l'Etoile Noire'. Este último evoca vividamente o motivo que permeia os escritos de Delville:
| L'ÉTOILE NOIRE Du plus profond enfer du mal et du néant l'on voit le noir éclat de l'astre satanique darder sinistrement, comme en une panique, ses néfastes rayons au coeur du mécréant. Sathan brûle ce feu sombre des maléfices pour fasciner les yeux coupables et damnés et pour faire jaillir sur tous ceux qui sont nés le chaos infernal des ténèbres complices. Mêlant son despotisme à son absurdité, contre le Beau, l'Amour, le Ciel, la Vérité, c'est le mensonge haineux et la lourde ignorance. O ! vieil astre de mort, effroyable appareil, vous êtes la nuit froide et la morne impuissance, car le sang clair du Christ est l'âme du soleil! | A ESTRELA NEGRA Do mais profundo inferno do mal e do não-ente vê-se o negro claror do astro satânico dardear sinistramente, como em um pânico, seus nefastos raios ao coração do descrente. Sathan queima esse fogo sombrio de malefícios para fascinar os olhos culpáveis e danados e para fazer jorrar sobre todos aqueles que são nascidos o caos infernal das trevas cúmplices. Misturando seu despotismo à sua absurdidade, contra o Belo, o Amor, o Céu, a Verdade, é a mentira odiosa e a grande ignorância. Ó! velho astro da morte, terrível aparelho, vós sóis a noite fria e a lúgubre impotência, pois o sangue claro do Cristo é a alma do sol! |
| | |

### A Escola de Platão(L'Ecole de Platon, 1898)
Óleo sobre tela, 260 x 605 cm, Paris: Musée D'Orsay

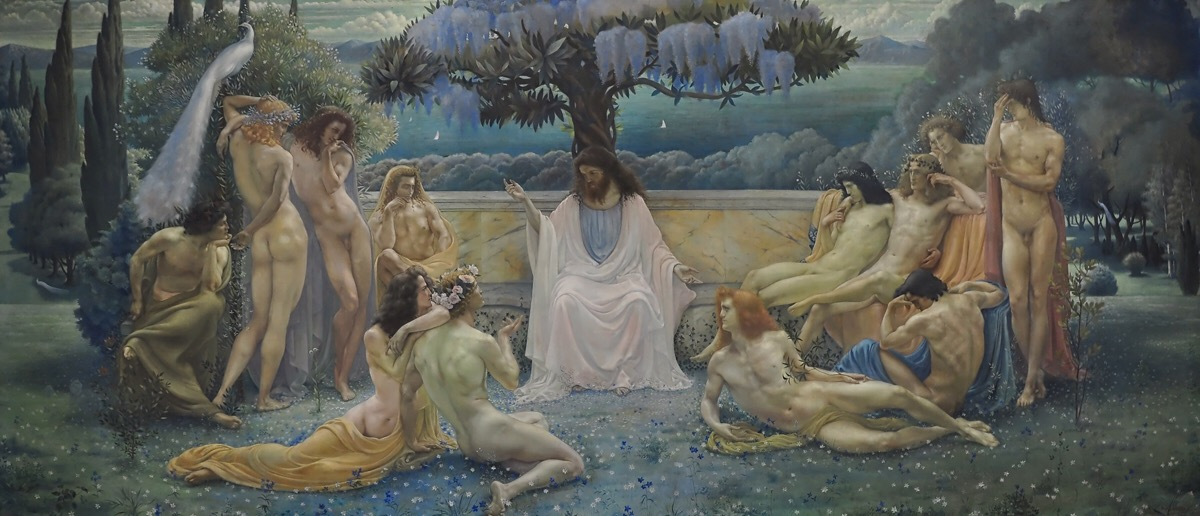
A Escola de Platão (1898)

Nesta importante pintura, Delville invoca a beleza serena do mundo clássico e seus princípios estéticos e filosóficos. Delville pintou este trabalho enquanto estava na Itália em sua estada artística lá depois de ganhar o cobiçado Prêmio de Roma Belga. Delville foi então, finalmente, capaz de estudar as obras clássicas da Renascença e do mundo antigo que influenciaram profundamente suas ideias artísticas. Segundo Brendan Cole, essa obra inovadora se destaca pelo seu estilo único entre outras contemporâneas e como um dos maiores sucessos do final do século XIX, e, em sua intensa "fusão de intelecto e imaginação", resume a Esthétique Idéaliste de Delville.
A escala da pintura é impressionante, medindo 2,60 metros de altura por 6,05 metros de comprimento, e Delville certamente tinha em mente pinturas de história acadêmicas em grande escala, que eram a reserva preservada de temas artísticos eruditos pintados na tradição clássica, a qual ele buscava renovar. As figuras apresentadas são quase em tamanho real. O estilo da pintura é inspirado nos afrescos italianos de Rafael e Michelangelo, que Delville teria visto em Roma; caracterizado por uma articulação ousada de formas com um acabamento fosco (mate, em oposição a um brilhante). A pintura foi exibida pela primeira vez no último Salon d'Art Idéaliste de Delville em Bruxelas em 1898. O trabalho foi universalmente elogiado como uma obra-prima por seus contemporâneos. O principal jornal de arte de vanguarda, L'Art Moderne, que era frequentemente hostil a Delville e sua arte, elogiou seu trabalho da seguinte maneira: "Jean Delville ... criou uma Obra! Uma obra de arte esplêndida: A Escola de Platão, à qual ele se refere como "um ensaio em Afresco" – Vá e veja! É de uma Beleza calma, serena, grandiosa e deliciosa ... Ideal, sim, verdadeiramente ideal. O programa mostra seu valor e é magnífico. ... É lindo, lindo, lindo!"

Delville estava imerso em estudar a tradição esotérica e as filosofias ocultas que eram populares na época. Esta era uma tradição que exaltava as virtudes do autoaperfeiçoamento e do progresso espiritual por meio da iniciação. Edouard Schuré já identificara Platão como um dos 'Grandes Iniciados', ou seja, portadores de luz que guiam a humanidade para uma consciência superior e uma consciência espiritual mais profunda durante nossa encarnação terrena. Platão ensinou sobre a dualidade essencial entre as dimensões material e metafísica. A obtenção do reino Ideal e a expressão de suas verdades na forma física era a noção-chave na filosofia estética de Delville. Ele escreveu frequentemente que o objetivo da arte deve ser aspirar a expressar o Absoluto, ou Beleza Espiritual, na forma física. Ele via a arte clássica como a expressão mais pura desse objetivo e buscou um renascimento dessa ideia na arte, retrabalhando-a de uma forma que fosse apropriada para sua era cultural contemporânea. Além disso, para Delville, o corpo humano era a expressão mais pura da Beleza Ideal e Espiritual. Ele, portanto, frequentemente recorreu à representação de figuras masculinas e femininas nuas em sua arte como veículos para a expressão desse Ideal; como é visto claramente neste trabalho. Sobre a importância espiritual do nu como um veículo para a expressão de um ideal espiritual, ele escreveu:
"O nu tem a alta qualidade de ser sintético e universal. ... ao evocar o Ser Humano, evoca a Humanidade e toda a beleza da Vida, não a vida como nós, seres modernos, a entendemos, composta por nervos, febres mórbidas e agitação, mas a grande vida universal, que enriquece o espírito e a terra, faz estrelas e almas resplandecentes e faz vibrar o espaço, que bate em substância como em essência, que rege e move o Universo, os seres e os objetos, mortais ou imortais, no ritmo infinito e no mistério da Eternidade, macrocosmo divino e microcosmo humano onde a Beleza Universal, feita de Amor, Sabedoria e Luz, brilha e é refletida para sempre."
A figura central evidencia-se, então, como uma confluência de Platão-Cristo segundo inspirações esotéricas iniciáticas, tal como o conceito de Schuré dos "Grandes Iniciados". Nessa tradição, também é levada em conta a noção do amor espiritualizado e é citada em um poema por Delville:
| Maître, quand tu viendras parmi les hommes fous et qui ne saient point que l’heure est accomplie, dis-leur, dans ta suprême et divine folie, que le vrai Dieu d’Amour est au dedans de nous. Quand tu seras parmi les peuples en délire pour leur montrer le sens mystique du savoir, fais en sorte qu’enfin, ô Maître, ils puissent voir, dans ce monde obscurci ta vérité reluire. Mais lorsque, tout à coup, ils entendront le son de ta voix au dessus des voix pleines de haine, que ta divinité se fasse plus humaine, et que ton chant divin soit la simple chanson. Car les mots par lesquels tu feras la lumière ne ne peuvent révéler l’Arcane et l’Essentiel, puisque, selon la loi, les grands Sages du ciel, jamais ne sont compris par les fous de la terre! | Mestre, quando vieres entre os homens tolos e que não sabem que a hora está cumprida, dize-lhes, em tua suprema e divina loucura, que o verdadeiro Deus do Amor está dentro de nós. Quando tu estiveres entre os povos em delírio para lhes mostrar o sentido místico do saber, garante que enfim, ó Mestre, eles possam ver, [faze] neste mundo obscurecido a tua verdade reluzir. Mas quando, de repente, eles ouvirem o som de tua voz acima de vozes plenas de ódio, que tua divindade se faça mais humana, e que teu canto divino seja a simples canção. Porque as palavras pelas quais tu farás a luz não podem revelar o Arcano e o Essencial, visto que, de acordo com a lei, os grandes Sábios do céu, jamais são compreendidos pelos tolos da terra! |
| —Jean Delville. ‘Le Grand Initié’, Les Splendeurs Méconnues (1922) | |

O gesto possivelmente é inspirado pelo Bode de Mendés divulgado por Papus, como símbolo da harmonia de opostos, apontando à ligação do alto e baixo, céu e terra (macrocosmo e microcosmo). Ao centro, cercado de 12 discípulos, ele emana uma luminosidade, e ao fundo há uma árvore com flores semelhantes a wisteria. Os homens nesta pintura são concebidos de uma forma andrógina idealizada: um conceito que Delville, seguindo Péladan, desenvolveu para expressar o ideal de uma perfeição não erótica do estado humano que sintetiza o princípio masculino e feminino em uma ideia de totalidade e perfeição, que emula o estado original de perfeição humana que precederia nossa experiência dual, separada, da realidade em nossa encarnação terrena.

### O Amor das Almas(L'Amour des Ames, 1900)
Têmpera e óleo sobre tela, 268 x 150 cm. Bruxelas: Musée communal des beaux-arts d'Ixelles

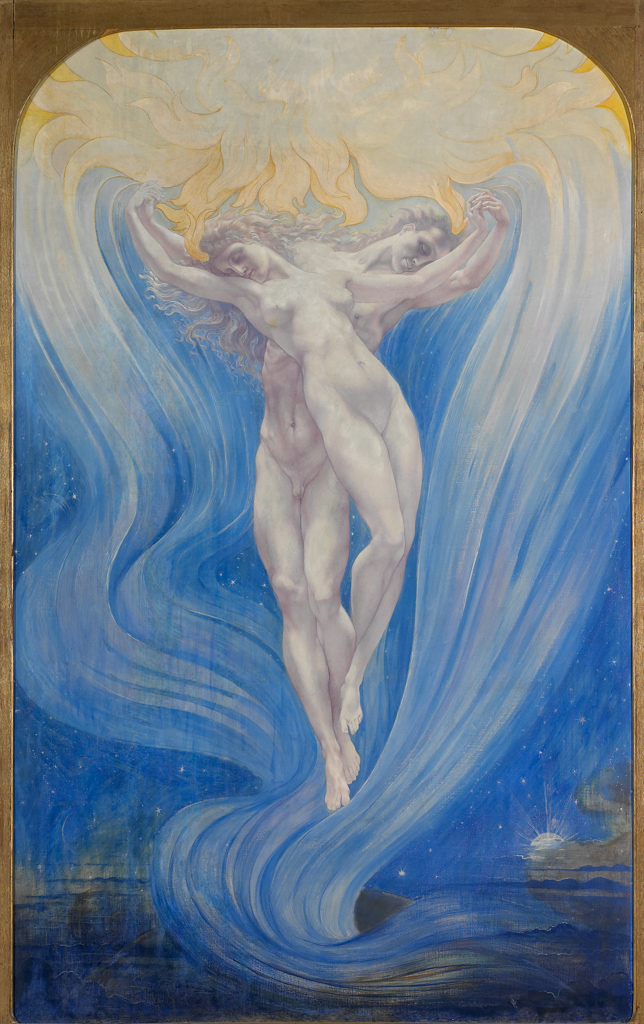
O Amor das Almas (1900)

Esta é uma das imagens mais sutilmente articuladas e belas de Delville do período. Delville retrata a união de almas, masculinas e femininas, em um cenário cósmico. Esta pintura sugere um tema importante para Delville e seus contemporâneos sobre o retorno à unidade nos princípios dual masculino e feminino da experiência humana que resulta em androginia espiritual. A energia masculina e a feminina são unidas para formar um estado de totalidade e completa unidade de ser. É uma concepção cósmica do objetivo da existência, para além dos opostos, polaridade e discórdia. Este estado significa um retorno ao estado original de perfeição e integração de opostos que une à mente Cósmica, além do tempo e espaço e da dualidade da existência física e material. Essa união espiritual dá origem ao ser transcendente, o Cristo cósmico interior. Delville frequentemente escreveu sobre a natureza da dualidade e as forças dos opostos, bem como a necessidade de harmonizá-las, em outras palavras, alcançar o Equilíbrio. Na verdade, ele entendia a experiência de oposição na natureza (humana e também no mundo natural) como uma 'lei' subjacente relacionada ao que ele chamou de 'Equilíbrio na Ordem Universal', a respeito da qual ele escreveu:
"Apesar de uma aparência contrária, todas as forças, todas as manifestações da natureza influenciam-se mutuamente com correntes de polaridade negativa e polaridade positiva, inegáveis influências astrais. … Os grandes contrastes da vida, porém, são responsáveis por toda a miséria, todas as adversidades; são eles responsáveis pela produção de Caos? Um grande erro: O Grande e o Pequeno, o Forte e o Fraco, o Alto e o Baixo, o Ativo e o Passivo, o Cheio e o Vazio, o Pesado e o Denso, o Exterior e o Interior, o Visível e o Invisível, o Belo e o Feio, o Bom e o Mau, a Essência e a Substância, o Espírito e a Matéria são forças divergentes que constituem eternamente o grande Equilíbrio na Ordem Universal. É uma lei natural, e nenhuma filosofia, nenhum dogma, nenhuma doutrina jamais prevalecerá sobre ela."
O cenário deste trabalho é importante. Delville coloca as figuras em um contexto cósmico indeterminado, sugerindo que elas não são figuras com substância humana, mas sim símbolos da natureza espiritual transcendente do homem e da mulher. As fitas de cor que os cercam sugerem um campo de energia fluido sobre o qual boiam; uma ideia que Delville e seus contemporâneos muitas vezes se referiam como 'luz astral' – uma energia-força que anima entidades vivas; muito parecido com a ideia de 'campo' na física quântica.
Delville pintou este trabalho em Têmpera, onde pigmentos são misturados com clara de ovo para criar um acabamento luminoso e uma obra de arte altamente durável. Ele foi altamente influenciado pelos artistas da Renascença italiana que frequentemente usavam a Têmpera em suas obras e que, até hoje, mantêm sua pureza de cor e luminosidade em alto grau. Os detalhes de close-up revelam sua técnica de aplicar a tinta em pequenos traços, em vez de mesclar as cores na paleta, elas são mescladas à medida do olho. Para alcançar este efeito, é necessário ser um desenhista altamente qualificado.
A união do polo masculino e feminino em harmonia resgata conceitos esotéricos marcadamente influentes sobre esse quadro de Delville. Seu livro esotérico Dialogue entre Nous foi dedicado ao abade Lacuria, um padre ocultista que postulou sobre correspondências numéricas, e ele parece empregar essa "aritmosofia" na geometria da pintura, conforme o livro afirma que a Harmonia do amor na fusão de almas é representada pelo triângulo e quadrado: "o triângulo perfeito, o triângulo típico, que tem os três lados e os três ângulos iguais, pode se alargar pela base ou se alongar pela ponta até se tornar uma agulha" e "a forma perfeita de concordância entre o quadrado e o triângulo, ... uma forma hermafrodita". Delville demonstra que tinha anseio pela espiritualização e alcance de um estágio insexual de hermafroditismo, e defendia o benefício da continência sexual conforme Péladan: "é uma força mágica. Não tenho a menor ilusão sobre a recepção que a maioria dos artistas dará a tal ... afirmação ascética. Se você quer conceber grandes coisas, viva tanto quanto possível na castidade, porque ela desenvolve os poderes da alma ao mais alto grau, e dá àqueles que se dedicam faculdades desconhecidas do resto dos humanos". Também nessa linha de ideal, Delville publicou em 1905 um panfleto, Le Mystère de l’évolution ou de la généalogie de l’homme d’après la théosophie, em que contestou o determinismo biológico do evolucionismo de Haeckel, a favor de um evolucionismo que considerava a alma, como na defesa da teoria de transformismo imaterial de Gustave Geley e no seu conceito de aperfeiçoamento através da reencarnação, que, segundo ele, regeneraria a espécie e faria alcançar a androginia.

### A Roda do mundo(La Roue du monde, 1940)
Óleo sobre tela, 298 x 231 cm. Antuérpia: Museu Real de Belas-Artes

A Roda do Mundo (1940), uma das últimas obras em grande escala feitas por Delville, antes de deixar de pintar em 1947. Nela também estão contidos acenos a elementos presentes em pinturas anteriores.

Obra que o artista compôs quando tinha 74 anos de idade. Sua crença espiritualista e teosofista no conceito de Carma e reencarnação se reflete nessa obra, simbolizado em uma Roda do nascimento, morte e renascimento, na base da qual são representadas figuras humanas que estão em condições mais baixas e de sofrimento nos vícios, enquanto que, nela ascendendo, começam a aparecer experiências superiores retratadas, como amor, maternidade e o desenvolvimento da vida, da infância à vida adulta. Ao redor da Roda, ao fundo e acima, figuras luminosas representam almas que evoluíram ou que estão aguardando a encarnação, e ao lado direito está erguido um velho de barba branca com altura do diâmetro da roda, vestindo um manto vermelho com capuz que cobre sua cabeça e observando uma caveira, enquanto gira com um dedo da mão direita o eixo da Roda. Em suas memórias, Delville afirma que considerava essa uma de suas melhores obras e a descreve:
"A Roda, símbolo do mundo, gira. É a Roda de renascimentos e novos começos. Dentro do curso eterno das coisas, toda a vida humana está encadeada. É a Roda do encadeamento. Escapar do fim do ciclo de renascimentos, essa é a meta a ser alcançada. É a Roda que gira sem parar, criando vida e morte"
Na sua antologia Les Splendeurs Méconnues de 1922, ele já havia composto um grande poema sobre o tema:
| LE GRAND KARMA Depuis que le soleil paraît chaque matin, depuis que l’homme dur est sur la morne terre avec tout son orgueil et toute sa misère, il forme aveuglément le bloc de son destin. Il entasse depuis crime; douleur et haine. Et, à chaque moment, dans la nuit ou le jour, l’invisible et grand bloc se fait toujours plus lourd, au point d’en écraser toute la vie humaine, De siècle en siècle, ainsi, s’est amassé le mal à travers le torrent des morts et des naissances, et sous l’effort mauvais des obscures puissances le monde peut ployer sous le fardeau total. La masse en est si lourde et terrible, et si sombre, et le poids si pesant dans sa totalité, que s’il tombait, d’un coup, dessus l’humanité, il n’en resterait plus que du sang et de l’ombre. Quelquefois, cependant, un peu de ce Karma, dans le cours douloureux et tragique des âges, fait de fléaux mortels et de vastes carnages, laisse tomber sur nous l’horreur qui s’y forma. La guerre qui s’abat féroce, expiatrice, le cataclysme fou, les bouleversements de peuples et de rois, tous les mauvais ferments qui paraissent partout et à l’heure propice, ils sont la dette énorme du lointain passé, le résultat fatal, le sort inéluctable qui vient frapper toujours le vieux monde coupable dans l’acte et la parole, dans ce qu’il a pensé. O divine leçon! O justice immanente! Avec son contenu de causes et d’effets la nature éternelle est pleine des reflets où se meut sombrement l’éternelle tourmente. C’est la Loi : toute erreur se transforme en douleur, et chaque iniquité devient de la soufrance, car ce que l’homme croit hasard ou malechance, c’est le mal qui revient et dont il est l’auteur. Ainsi, depuis les temps les plus obscurs du monde, en vertu de la Loi que nul ne reconnait, dans son vagissement tout être qui venait apporte dans son corps sa détresse profonde. Et c’est pourquoi toujours les crimes répétés ont des crimes anciens à leur sanglante base, et que l’humaine chair se débat et s’écrase sous la masse et le poids des maux qu’elle a créés. Mais malgré tout le poids de la sombre substance, où s’est accumulé le sort noir des humains, des Anges pleins d’Amour, de leurs divines mains, retiennent doucement la terrible puissance. O visages de Dieu brillant dans les éthers, rosée ardente où luit le rêve des aurores, astres de pureté, mystiques météores, Vous êtes l’Espérance au cœur de l’univers! | O GRANDE KARMA Desde que o sol aparece a cada manhã, desde que o homem duro esteve sobre a lúgubre terra com todo o seu orgulho e toda a sua miséria, ele forma cegamente o bloco de seu destino. Ele empilha desde o crime; dor e ódio. E, a cada momento, da noite ou do dia, o invisível e grande bloco se faz sempre mais pesado, a ponto de esmagar toda a vida humana, De século em século, assim, amontoou-se o mal através da torrente de mortes e nascimentos, e sob os esforços malignos dos obscuros poderes o mundo pode curvar sob o fardo total. A massa é tão pesada e terrível, e tão sombria, e o peso tão pesado em sua totalidade, que se ele tombasse, de um golpe, sobre a humanidade, tudo o que restaria seria sangue e sombra. Às vezes, porém, um pouco desse Karma, no doloroso e trágico curso das eras, feito de flagelos mortais e vastas carnagens, deixa cair sobre nós o horror que ali se formou. A guerra que se abate feroz, expiatória, o cataclismo louco, os revolvimentos de povos e reis, todos os maus fermentos que aparecem em todo lugar e na hora propícia, eles são a dívida enorme do longínquo passado, o resultado fatal, a sorte inelutável que vem atingir sempre o velho mundo culpado pelo ato e palavra, por aquilo que ele tinha pensado. Ó divina lição! Ó justiça imanente! Com seu conteúdo de causas e de efeitos a natureza eterna está plena de reflexos onde se move sombriamente a eterna tormenta. Esta é a Lei: todo erro se transforma em dor, e cada iniquidade se torna sofrimento, porque isso que o homem acredita ser acaso ou azar, é o mal que retorna e do qual ele é o autor. Então, desde os tempos mais obscuros do mundo, em virtude da Lei que ninguém reconhece, em seu vagido, cada ser que veio traz em seu corpo sua angústia profunda. E é por isso que sempre os crimes repetidos têm crimes antigos em sua sangrenta base, e que a carne humana se debate e se esmaga, sob a massa e o peso dos males que tenha criado. Mas malgrado todo o peso da sombria substância, onde se acumulou a sorte negra dos humanos, Anjos plenos de Amor, com suas divinas mãos, retêm docemente o terrível poder. Ó rostos de Deus brilhando nos éteres, orvalho ardente onde brilha o sonho das auroras, astros de pureza, místicos meteoros, Vós sois a Esperança no coração do universo! |
| | |

| Vous êtes des parfums de douceur et de grâce, des souffles flamboyants d’inefable bonté! Vous êtes, dans l’hiver, le Printemps et l’Eté, les roses de l’espoir souriant dans l’espace! Vous êtes les Seigneurs, les Sauveurs, les Veilleurs, dont le geste maintient l’ordre des destinées au vaste tourbillon des âmes qui sont nées en des corps plus parfaits et des cerveaux meilleurs! O Vous, soyez bénis! Dans ces vers où je chante le secret de la Loi des grands Chocs en retour, je veux dire comment, par votre immense Amour, vous soulagez toujours l’humanité soufrante. Mais parfois l’Un de vous, en suprême passant, vient poser ici-bas Ses beaux pieds de lumière, et c’est alors la paix dans la nature entière, car la Compassion de Dieu même descend! Il vient. Elle est Sa chair. Elle est aussi Son verbe, puisqu’on entend la voix du monde dans Sa voix, et l’on peut voir encor dans Ses grands bras en croix tous les péchés qu’il prend comme une vaste gerbe, et qu’il serre ardemment sur son sublime Cœur, jusqu’à ce que le flux de tout le mal pénètre au fond des profondeurs divines de Son être, afin d’en absorber la multiple Douleur! Vyasa, le Bouddha, ces lumières d’Asie, Thotet et Zoroastre, et Orphée, et Jésus, quand sur la terre émue et triste ils sont venus, c’était pour embaumer les routes de la vie; C’était pour se donner aux fouies sans espoirs, à tous les possédés du mensonge et du vice, afin que par leur saint et vivant sacrifice, ils attirent sur Eux tous les grands désespoirs, tous les efforts brisés, toutes les lassitudes des pauvres et des fous, des coupables, des gueux; c’était pour que jaillisse et retombe sur Eux tout le grouillant égout des vaines turpitudes. Eux seuls, par leur Amour, plus divin et plus fort que le sort sous lequel l’âme obscure chancelle, sont, parmi l’océan de l’âme universelle, maîtres de la douleur et maîtres de la mort. Et c’est encor l’Un d’Eux qui bientôt va paraître dans le miracle ardent de sa divinité, pour faire que, partout, se fasse la clarté, et pour dire aux puissants ce que demain doit être. Et c’est lui l’Attendu, l’Elu depuis longtemps, celui qui va venir dans sa gloire mystique. Comme une volonté claire et mathématique son heure sonne au fond du mystère des temps. Car c’est déjà depuis plus de deux mille années, aux siècles orgueilleux des juifs et des romains, que sa promesse luit sur les sombres chemins où sont les temples morts des croyances ruinées. Et maintenant les jours mauvais sont révolus. Une aube radieuse et sacrée se lève. Le Christ encor revient! L’œuvre d’amour s’achève, malgré ceux d’aujourd’hui qui ne l’attendent plus! | Vós sois os perfumes de doçura e de graça, os sopros flamejantes de inefável bondade! Vós sois, no inverno, na primavera e no verão, as rosas da esperança sorrindo no espaço! Vós sois os Senhores, os Salvadores, os Veladores, cujo gesto mantém a ordem dos destinos ao vasto turbilhão de almas que são nascidas em corpos mais perfeitos e cérebros melhores! Ó Vós, sejais abençoados! Nestes versos onde eu canto o segredo da Lei dos grandes Choques em retorno, Quero dizer como, através do vosso imenso Amor, vós aliviais a humanidade sofredora. Mas às vezes Um de vós, em suprema passagem, vem pousar cá abaixo Seus belos pés de luz, e há então a paz na natureza inteira, pois a Compaixão do Deus mesmo desce! Ele vem. Ela é Sua carne. Ela é também Seu verbo, pois que ouvimos a voz do mundo em Sua voz, e ainda podemos ver em Seus grandes braços em cruz todos os pecados que ele leva como um enorme feixe, e que ele cerra ardentemente em seu sublime Coração, até que o fluxo de todo o mal penetre ao fundo das profundezas divinas de Seu ser, a fim de absorver a múltipla Dor! Vyasa, o Buda, aquelas luzes da Ásia, Thotet e Zoroastro, e Orfeu, e Jesus, quando à terra movida e triste eles vieram, era para embalsamar as rotas da vida; Era para se doar às covas sem esperanças, para todos aqueles possuídos por mentira e vício, a fim de que por seu santo e vivo sacrifício, eles atirassem sobre Si todo os grandes desesperos, todos os esforços rompidos, todas as lassitudes dos pobres e dos loucos, dos culpados, dos mendigos; era para que jorrasse e tombasse sobre Eles todo o fervilhante esgoto de vãs depravações. Só eles, pelo seu Amor, mais divinos e mais fortes que a sorte sob a qual a alma obscura cambaleia, são, entre o oceano da alma universal, mestres da dor e mestres da morte. E é novamente Um Deles que em breve irá aparecer no milagre ardente de sua divindade, para garantir que, por todo lugar, faça-se a claridade, e para dizer aos poderosos o que amanhã deve ser. E ele é o Esperado, o Eleito desde longo tempo, aquele que virá em sua glória mística. Como uma vontade clara e matemática sua hora bate no fundo do mistério do tempo. Porque já se passaram mais de dois mil anos, aos orgulhosos séculos de judeus e de romanos, que sua promessa alumie nos sombrios caminhos onde estão os templos mortos de crenças arruinadas. E agora os dias maus se foram. Um amanhecer radiante e sagrado se levanta. Cristo de novo está voltando! A obra do amor está consumada, apesar dos de hoje que não o esperam mais! |
| | |

## Caráter
Em sua biografia, Olivier, filho de Delville, conta que seu pai, determinado a transmitir seus ideais ao mundo, estava continuamente pintando e escrevendo. Ele complementava essa renda pouco confiável ensinando arte, mas sua vida profissional agitada não o impediu de aplicar suas crenças fortemente arraigadas à sua vida pessoal. Olivier descreve seu pai como uma pessoa de coragem, perseverança, probidade e intelecto, bem como um homem de família justo que era rígido com seus seis filhos.

## Legado
Delville ainda não é tão conhecido quanto alguns de seus contemporâneos da era simbolista. Existem razões históricas para isso. Por exemplo, ele nunca expôs nas principais sociedades expositoras de Bruxelas durante o início de sua carreira, como Les XX e La Libre Esthétique. A reputação de muitos de seus contemporâneos, como Khnopff, Mellery e Ensor, baseava-se em grande parte em sua participação nessas sociedades, que promoviam fortemente sua arte por meio de campanhas de marketing organizadas e pelo estabelecimento de uma rede comercial de negociantes e colecionadores para investir na arte lá exibida. Eles também tiveram muito sucesso em tornar sua arte conhecida internacionalmente. Havia um elemento comercial evidente associado a essas sociedades na maneira como criaram uma aura sobre a arte exibida ali como uma mercadoria desejável. Delville evitou a comercialização de arte e a forma como ela era fabricada como uma mercadoria de elite. Embora vendesse obras em suas próprias Sociedades, como a Pour l'Art e os Salons d'Art Idéaiste, seu objetivo era principalmente criar um fórum para artistas que trabalhavam em uma veia idealista. Delville estava principalmente empenhado em usar a arte como uma força para transformar a sociedade e melhorar a vida das pessoas ao seu redor. Ele escreveu: "não haverá nada que impeça a arte de se tornar cada vez mais uma força educativa na sociedade, consciente de sua missão. É hora de penetrar na sociedade com arte, com o ideal e com a beleza. A sociedade de hoje tende a cair cada vez mais no instinto. Está saturada de materialismo, sensualismo e ... comercialismo".
Delville acreditava, em vez disso, que uma reespiritualização da sociedade seria um caminho redentor para resgatá-la da morbidez do materialismo. Em outro lugar, ele escreveu: "O idealismo ... tem um impacto educacional e social universalizante ... O idealismo vê a humanidade em termos da imensa vitalidade de seu futuro ideal. Para que o artista se dê conta disso, é necessário que ele se purifique e se eleve. ... O papel do idealismo moderno será desviar o temperamento artístico da epidemia mortal do materialismo ... e, finalmente, guiá-lo para as regiões purificadas de uma arte que é o arauto da espiritualidade futura."
Delville permaneceu desesperadamente pobre durante o início de sua carreira e sua condição só foi ocasionalmente aliviada pelo estipêndio associado ao Prix de Rome que ele ganhou, bem como seu emprego na Glasgow School of Art e, posteriormente, na Ecole des beaux-arts. Delville nunca vendeu para negociantes e muito raramente assumiu encomendas privadas de retratos (um gênero no qual ele teria se destacado). A maioria de suas pinturas eram em grande escala e ele as idealizou principalmente para serem exibidas em espaços públicos, seguindo seu ideal do papel social da arte. Assim, a má reputação associada à arte de Delville está em parte provavelmente relacionada à falta de qualquer exposição comprometida e marketing sustentado de seu trabalho, o que foi essencial para forjar a reputação da vanguarda inicial e posteriormente. Delville também veio de uma origem da classe trabalhadora, o que foi uma grande desvantagem na cultura contemporânea dominada pela burguesia na Bélgica. Isso certamente teria contribuído para o apagamento de seu valor como artista ao longo do tempo. E, finalmente, Delville foi ferozmente independente em sua abordagem para promover suas ideias e ideais artísticos, raramente cedendo à vontade do que era popular ou aceitável nos círculos burgueses conservadores que controlavam e dominavam o mercado de arte durante seus anos de formação. Como resultado, os críticos e pares da corrente dominante geralmente evitavam sua Arte. Apesar de seu imenso talento e visão, Delville permaneceu uma "voz no deserto" durante esse tempo. Essa reputação persistiu durante o curso de sua vida e depois também.
Outra grande desvantagem relacionada à reputação de Delville está relacionada à exposição limitada de suas principais obras em museus públicos e à relativa escassez de material publicado (até recentemente) sobre a arte e a carreira de Delville. O Museu de Belas Artes de Bruxelas abriga, de longe, mais obras do que qualquer coleção pública, mas poucas delas estão em exibição pública. Este também é o caso em outros centros na Bélgica (Bruges e Antuérpia, por exemplo). Poucas de suas obras podem ser vistas nos principais museus fora da Bélgica; com exceção de sua l'Ecole de Platon no Musée d'Orsay em Paris. Muitas de suas obras menores há muito desapareceram ou foram destruídas, o que deixa lacunas visíveis em seu catálogo de obras existentes. A perda de pinturas importantes, como Cycle passionnel e La Justice à travers les âges, entre outras, também diminui o impacto de sua oeuvre conhecida. Além disso, grande parte de suas obras estão em coleções particulares e seu paradeiro ainda precisa ser determinado. Tudo isso significa que o acesso às suas obras é extremamente limitado e elas permanecem fora do 'olhar público' e, portanto, da imaginação coletiva em geral. Reproduções de algumas de suas pinturas e desenhos estão disponíveis na Internet, mas geralmente de baixa qualidade, o que reduz consideravelmente seu impacto. Finalmente, até muito recentemente, não houve grandes estudos ou monografias sobre a obra do artista, o que até agora deixou lacunas consideráveis em nossa compreensão de sua vida, arte e ideias.
Apesar disso, um ressurgimento do interesse por seu trabalho e ideias parece estar ocorrendo, notadamente com a importante exposição retrospectiva recente em Namur que reuniu muitas pinturas e desenhos importantes, muitos dos quais não foram vistos antes em público desde que foram pela primeira vez exibido no século XIX. Vários historiadores de arte belgas e ingleses, trabalhando em colaboração com os herdeiros e espólio de Delville, também estão tendo um interesse renovado em seu trabalho, revelando aspectos detalhados de sua vida e obra pela primeira vez por meio de estudos detalhados e monografias sobre aspectos da vida e arte de Delville (ver "Bibliografia").

## Obras de arte selecionadas

### Impressões e desenhos
- L'Agonie de Cachaprès (1887), carvão sobre papel, 33 x 34,5 cm. Bruxelas: Musée d'Ixelles, inv. CL240
- Tristan et Yseult, (1887), lápis e carvão sobre papel, 44,3 x 75,4 cm. Bruxelas: Museu Real de Belas Artes da Bélgica, inv. 7927.
- Le Dernier Sommeil (1888), carvão, 44 x 57 cm. Coleção particular (retrato de sua avó em seu leito de morte)
- Mendiants à Paris (1888), lápis sobre papel, 48,2 x 66,2 cm. Tournai: Musée des beaux-arts.
- Les Las d'Aller (1890), lápis sobre papel, 8,7 x 10,7 cm. Tournai: Musée des Beaux-arts.
- estudo para Le Cycle des Passions, (1890), Bruxelas: Royal Museums de Belas Artes da Bélgica .
- Allégorie de l'enfer (Azraël), (1890). Coleção privada.
- Parsifal (1890), carvão sobre papel, 70,7 x 56 cm. Coleção privada.
- L'Idole de la perversité (1891), lápis sobre papel, 98,5 x 56,5 cm. Coleção privada.
- La Méduse (1891), lápis, tinta e mídia mista, 15,2 x 35,6 cm. Chicago: Instituto de Arte de Chicago.
- Portrait de Madame Stuart Merrill ou Mysteriosa, pastel, (1892), lápis e pastel colorido sobre papel, 40 x 32,1 cm. Bruxelas: Museu Real de Belas Artes da Bélgica, inv. 12029.

### Pinturas
- La Coulée d'acier (1886)
- L'Affamé (1887), óleo sobre tela, 80x100 cm. Coleção particular (recentemente redescoberta).
- La Symbolisation de la Chair et de l'Esprit (1890), local desconhecido.
- La Morte d'Orphée (1893), óleo sobre tela, 79,3 x 99,2 cm. Bruxelas: Museu Real de Belas Artes da Bélgica, inv. 12209.
- Le Christ glorifié par les enfants (1894), óleo sobre tela, 222 x 247 cm. Antuérpia: Academia de Belas Artes (entrada no Prix de Rome).
- L'Ange des Splendeurs (1894), óleo sobre tela, 127 x 146 cm. Bruxelas: Museu Real de Belas Artes da Bélgica, inv. GC179.
- Retrato do grand maître de la Rose-Croix, Joséphin Péladan en habit de chœur, 1894, óleo sobre tela, 242 x 112 cm. Nîmes: musée des Beaux-arts
- Les Trésors de Satan, 1895, óleo sobre tela, 258 x 268 cm. Bruxelas: Museu Real de Belas Artes da Bélgica, inv. 4575.
- L'Oracle à Dodone (1896), óleo sobre tela, 118 x 170 cm. Coleção privada.
- L'École de Platon, (1898), óleo sobre tela, 260 x 605 cm. Paris: Musée d'Orsay, inv. RF1979-34.
- L'Amour des âmes (1900), têmpera e óleo sobre tela, 268 x 150 cm. Bruxelas: Musée communal des beaux-arts d'Ixelles, inv. 1942.
- Homme-Dieu, (1903), óleo sobre tela, 500 x 500 cm. Bruges: Groeningemuseum.
- Prométhée (1907), óleo sobre tela, 500 x 250 cm. Bruxelas: Université Libre de Bruxelles.
- La Justice à travers les âges, (1911–14) Palais de Justice, Bruxelas; destruída pelo bombardeio alemão no final da segunda guerra mundial
- L'Oubli des Passions (1913), óleo sobre tela, 169 x 146 cm. Coleção privada.
- Le Génie vainqueur (1914/18), óleo sobre tela, 460 x 350 cm (?) Bruxelas: Palais de Justice.
- La Belgique indomptable (1916), óleo sobre tela, 177 x 127 cm. Local desconhecido.
- Retrato de la femme de l'artiste, (1916). Bruxelas: Museu Real de Belas Artes da Bélgica .
- Sur l'autel de la patrie (1918), óleo sobre tela, 305 x 205. Bruxelas, Royal Academy of Fine Art.
- Les Mères (1919), óleo sobre tela, 112 x 144 cm. Dinant: arrecadação da cidade, inv. 203
- Dante buvant les eaux de Léthé (1919), 142 x 179 cm. Coleção privada.
- Les forces (1924), óleo sobre tela, 500 x 800 cm. Bruxelas: Palais de la Justice.
- Hélène, le fille du Cyne (1928), óleo sobre tela, 205 x 135 cm. Coleção privada.
- L'Ecole du Silence (1929), óleo sobre tela, 180 x 153 cm. Taiwan: Museu Chi Mei.
- Les ténebrès à la lumière (1929), óleo sobre tela, 205,5 x 93,5 cm. Coleção privada.
- Le dieu vaincu par l'amour (1930). Coleção privada
- Les Femmes d'Eleusis, (1931), óleo sobre tela, 110 x 140 cm. Tournai: Musée des Beaux-arts.
- Le Secret de la Tombe (1931), óleo sobre tela, 135 x 195 cm. Coleção privada.
- Les dernières idoles (1931), óleo sobre tela, 450 x 300 cm. Coleção privada
- Seraphitus-Sepraphita (1932), óleo sobre tela, 187 x 103 cm. Coleção privada.
- L'Extase de Danté (1932), óleo sobre tela, 159 x 53,5. Coleção privada.
- Le rêve de l'amour (1933), tríptico, óleo sobre tela, 133 x 298 cm. Coleção privada.
- Le Christ en Deuil (1933), óleo sobre tela, 200 x 215 cm. Coleção privada.
- Les Idées (1934), óleo sobre tela, 210 x 280 cm. Coleção privada.
- La Libération (1936), óleo sobre tela, 180 x 250 cm. Coleção privada.
- Le Dieu de la Musique (1937), óleo sobre tela, 240 x 146 cm. Bruxelas: Conservatoire Royale.
- Le voile de la nuit (1937), óleo sobre tela, 168 x 127. Coleção privada.
- Les quatres Kumaras (1938), óleo sobre tela, 112 x 56 cm. Coleção privada.
- Pegasus (1938), óleo sobre tela, 114 x 95 cm. Mons: Musée de Beaux-arts de Belgique, inv. 285.
- Le Fléau ou La Force (1940), óleo sobre tela, 135 x 194 cm, Bruxelas: Galerie Uzal.
- La Roue du monde (1940), óleo sobre tela, 298 x 231,1 cm. Antuérpia: Museu Real de Belas Artes, inv. 2607.
- Les ames errantes (1942), óleo sobre tela, 150 x 330 cm. Coleção privada.
- La vision de la Paix (1947), óleo sobre tela, 100 x 120 cm, coleção particular

## Trabalhos publicados

### Livros
- Le Sens de la Vie (n.d.)
- L'Idéal Messianique (n.d.)
- Dialogue Entre Nous. Argumentation Kabbalistique, Occultiste, Idéaliste (Bruges: Daveluy Frères, 1895).
- La Mission de l'Art. Etude d'Esthétique Idéaliste. Préface d'Edouard Schuré (Bruxelles: Georges Balat, 1900).
- Le Mystère de l'Évolution ou de la Généalogie de l'Homme d'après la Théosophie (Bruxelles: H. Lamertin, (1905).
- Problèmes de la Vie Moderne (Bruxelles: "En Art", 1905).
- Dieu en Nous. Essai Théosophique d'Emancipation Spirituelle. Conférence Faite à la Branche Centrale Belge de la Société Théosophique (Bruxelas: c.1905).
- Le Christ Reviendra, Le Christ en Face de l'Eglise et de la Science (Paris: Editions Théosophiques, 1913).
- Discours prononcé par M. Jean Delville, Professeur, à l'occasion de la Distribution des Prix de l'Année 1921–1922, Ville de Bruxelles: Académie Royale des Beaux-Arts et Ecole des Arts Décoratifs (Bruxelas: E Guyot, 1923) .
- La Grande Hiérarchie Occulte et la Venue d'un Instructeur Mondial (Bruxelas: Les Presses Tilbury, 1925).
- Considérations Sur L'Art Moderne, Ledeberg-Gand, Imprimerie Jules de Vreese, 1926 (Extrait du Bulletin Des Commissions Royales d'Art & d'Archéologie LXV e Année, 1926).
- Krishnamurti, Révélateur des Temps Nouveaux (Bruxelles: Office de Publicité, 1928).
- La Création d'un Conseil Supérieur des Beaux-Arts. Voeu de la Classe de Beaux-Arts de l'Académie Royale de Belgique (Bruxelles: Lamertin, 1935).

### Antologias de poesia
- Les Horizons Hantés (Bruxelles: 1892).
- Le Frisson du Sphinx (Bruxelles: H Lamertin, 1897).
- Les Splendeurs Méconnues (Bruxelles: Oscar Lamberty, 1922).
- Les Chants dans la Clarté (Bruxelles: à l'enseigne de l'oiseau bleu, 1927).

## Exposições recentes
- 2015 Stone Bell House, City Art Gallery, Praga Exposição com base nas obras expostas em Namur em 2014.
- 2014. Musée Rops, Namur. Jean Delville: Maïtré de L'idéal Pequena, mas importante, exposição de obras representativas de Delville.

Catálogo online: Jean Delville: Maïtré de L'Idéal Catálogo da exposição em francês (bem ilustrado).

### Obras por Delville
- Jean Delville. La Mission de l'Art O trabalho de Delville sobre a estética idealista no Archive.org
- Jean Delville. A nova missão da arte Tradução em inglês de La Mission de l'Art de Delville no Archive.org
- Jean Delville. Arte Belga no Exílio Livro apresentando artistas belgas para arrecadar dinheiro ao esforço de guerra belga durante a Primeira Guerra Mundial, editado com uma introdução por Delville.

### Ensaios relativos a Delville
- La Mission d'Art análise detalhada dos escritos estéticos de Delville.
- Jean Delville and the Belgian Avant Garde ensaio sobre o conflito de Delville com a vanguarda contemporânea
- Os Escritos de Jean Delville Ensaio (em francês) sobre os escritos e a poesia de Delville.
- Jean Delville e a tradição esotérica contemporânea Ensaio (em francês) sobre a influência das correntes esotéricas na cultura belga contemporânea sobre a obra de Delville.
- La Méduse Artigo sobre la Méduse de Delville (1893), Instituto de Arte de Chicago.
- L'évocation du 'Liebestod' par Jean Delville artigo (em francês) sobre aspectos de Tristan et Yseult de Delville (1887).
- Lynda Harris. Jean Delville: Painting, Spirituality, and the Esoteric Originalmente impresso na edição de maio-junho de 2002 da revista Quest 90.3 (MAIO – JUNHO DE 2002).
- 'Theosopedia' Detalhes das atividades de Delville na Sociedade Teosófica na Bélgica.

### Sites com a arte de Delville
- Jean Delville: Initiate of Spiritual Beauty Site do historiador da arte Brendan Cole, que pesquisou sobre o trabalho de Delville, contendo seção de arte com reproduções detalhadas de sua obra e blog com pesquisa recente
- Página de informações do Boston College sobre Delville
- Listagens da ArtCyclopedia para Delville
- Entrada do Musee d'Orsay à Escola de Platão de Delville
- Entrada do Art Renewal Center sobre Delville